# Хорезм

Вид на Хорезм и Хорезмский оазис со спутника

Хоре́зм (туркм. Horezm; узб. Xorazm / حارزم) — древнее и средневековое государство, и исторический регион Центральной Азии в низовьях реки Амударья, область развитого ирригационного земледелия, ремесел и торговли. Древнейшие археологические культуры этих мест включают в себя Кельтеминарскую, Тазабагъябскую и Амирабадскую. Впервые упоминается в источниках конца VI в. до н.э. В период VI—IV вв. до н. э., на основе Куюсайской культуры сложились цивилизация древнего Хорезма и его ранняя государственность с центрами в Кюзелигыр и Калалыгыр (северный Туркменистан). В Хорезме зафиксирована древнейшая в Средней Азии надпись, датируемая V—III вв. до н. э..  
Хорезм временно входил в состав Ахеменидской державы, позже через него проходил Великий шелковый путь. В I тыс. н. э. на протяжении семи веков управлялся династией Афригидов, в VIII—XII вв. из Хорезма вышли десятки крупных учёных различных дисциплин, сыгравших основополагающую роль в развитии науки. Был частью Аббасидского халифата, Государства Газневидов и Сельджукской империи. При правлении тюркской династии Ануштегенидов в XII—XIII вв. достиг наибольшего расцвета, превратившись в крупную региональную империю со столицей в г. Кёнеургенч (Гургандж). Входил в состав Золотой Орды, империи Тимуридов, государства Шейбанидов, а также был самостоятельным государством в течение нескольких веков.
В 1873 году попал под протекторат Российской империи. Начиная с 1924 года территория исторического Хорезма входит в состав Туркменистана (Дашогузский и Лебапский велаяты), Республики Узбекистан (Республика Каракалпакстан, Хорезмская область) и Казахстана.

## Древнейший период
Одна из ранних культур на территории Хорезма, в дельте Амударьи, возникла на рубеже IV и III тысячелетий до н. э. Академик С. П. Толстов, впервые изучивший её, назвал её кельтеминарской культурой.
Название страны Хорезм впервые встречается в сохранившихся источниках с VI века до н. э., при этом существуют различные интерпретации её названия. По одной этимологии «кормящая земля», по другой — «низкая земля». С. П. Толстов считал, что название Хорезм переводится как «Страна хурритов» — Хваризам.

Археологические раскопки фиксировали на территории древнего Хорезма существование неолитической кельтеминарской культуры древних рыболовов и охотников из 4—3-е тысячелетия до н. э. Прямым потомком этой культуры стала относящаяся к середине 2-го тысячелетия до н. э. тазабагьябская культура бронзового века, скотоводческая и земледельческая. Имеются также сообщения античных авторов о контактах жителей Хорезма с народами Колхиды на торговых путях по Амударье и Каспийскому морю, по которым шли среднеазиатские и индийские товары в кавказские владения через Эвксинский Понт. Это подтверждается и материальной культурой, элементы которой встречаются на раскопках древних памятников среднеазиатского Междуречья и Кавказа.
«Можно сказать только одно: связи народов Средней Азии с переднеазиатским этнографическим миром уходят в глубокую, доиндоевропейскую древность, и без учёта роли среднеазиатских племён вряд ли может быть до конца решён вопрос о происхождении яфетических народов древней Передней Азии и созданных ими государств… Каково бы ни было направление этих связей, Хорезм — „Земля Хварри (Харри)“ не может не учитываться в разрешении хуррийской проблемы во всем её объёме.»
Согласно аль-Бируни, древнехорезмийские системы летоисчисления начинали счёт лет в XIII веке до н. э. К началу 1-го тысячелетия до н. э. относится возникновение амирабадской культуры. Городища этого периода — это огромные загоны для охраны скота с «жилыми стенами», в которых жило по нескольку тысяч человек; описания таких поселений содержатся в Авесте.

## Возникновение хорезмской государственности (VIII—IV вв. до н. э.)

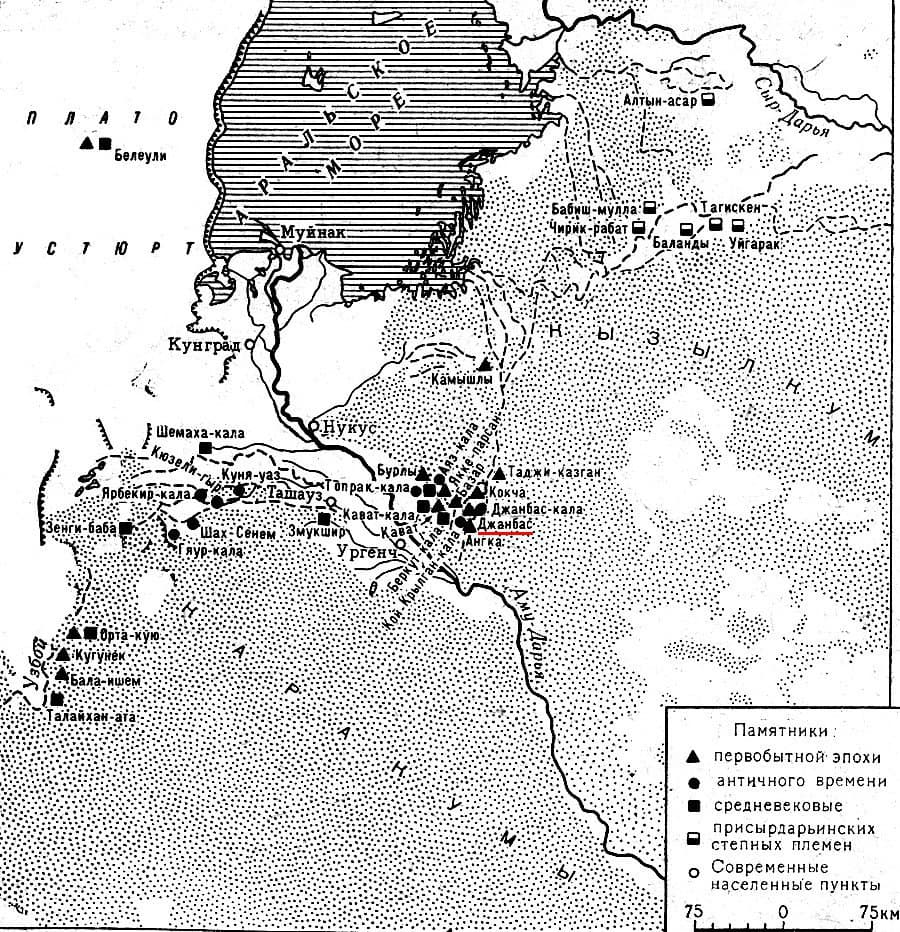
Археологические памятники Хорезма

Согласно исследователям истории Хорезма М. А. Итиной и Ю. А. Рапопорту, изначально древние хорезмийцы (хорасмии) возглавляли конфедерацию сако-массагетских племён, в состав которой также входили апасиаки, аугасии, сака-сараваки, саки-амюргии, дербики, тохары и асии. Наиболее развитые центры этой конфедерации находились на территории Мервского и Тедженского оазисов современного Туркменистана. Согласно И. В. Пьянкову, в VIII веке до нашей эры хорасмии, обитавшие в области Туркмено-Хорасанских гор и Тедженского оазиса Туркменистана, прибыли в низовья реки Амударья и смешались с коренным населением. Древнегреческий историк Гекатей Милетский отмечает, что название Хорезм упоминается в доахеменидский период.  

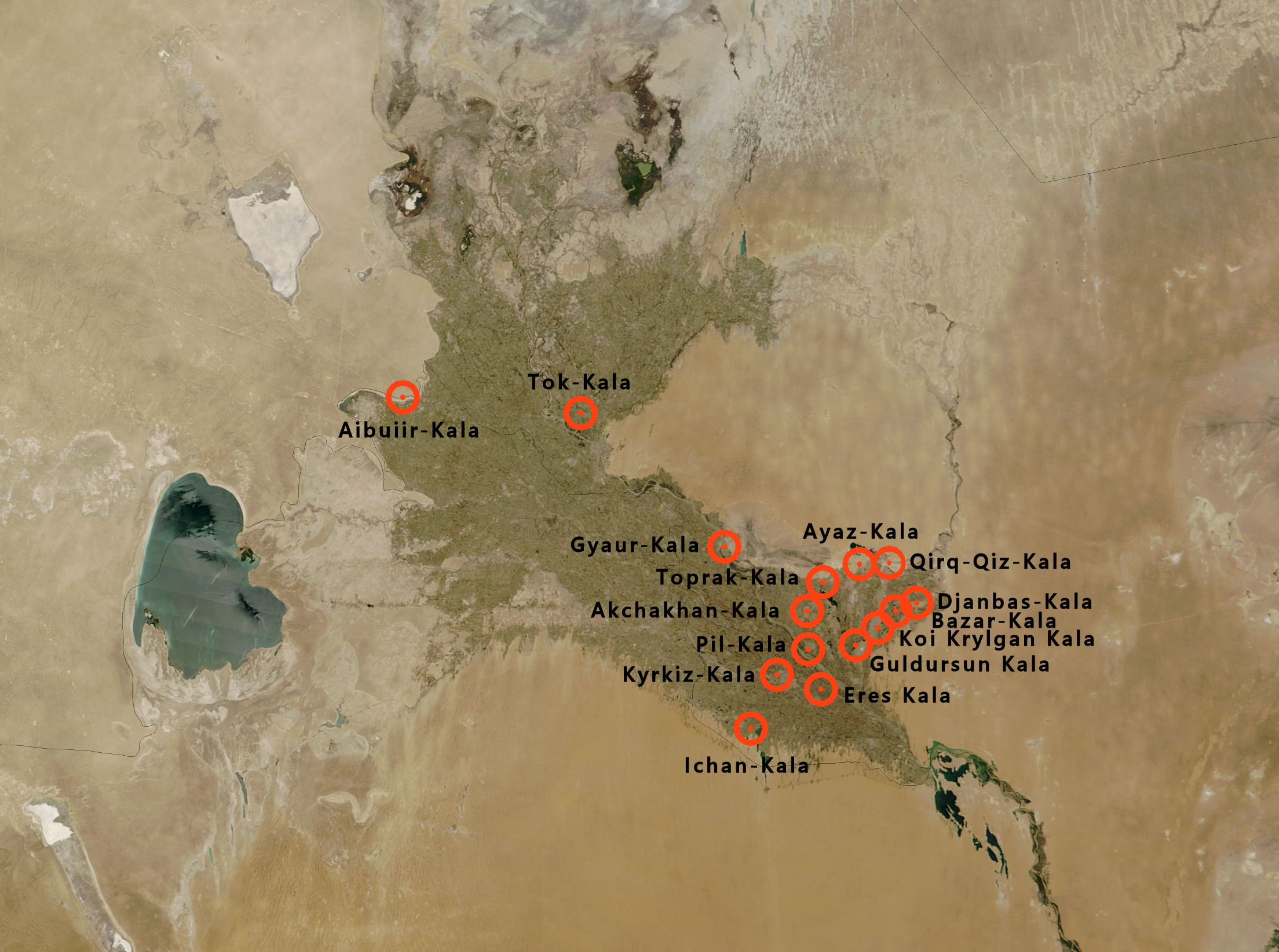
Городища древнего Хорезма

В период раннего железного века (VII—IV вв. до н. э.), в районе древней Присарыкамышской дельты Амударьи (северный Туркменистан), возникает Куюсайская культура, которая в симбиозе с сако-массагетскими традициями Сакар-Чага (Дашогузский велаят Туркменистана) и при участии южно-туркменистанских культур Яз-Депе, архаичный Дехистан и Намазга VI, создает культуру древнего Хорезма. На рубеже VII—VI вв., на основе куюсайской культуры, складывалась древнейшая государственность Хорезма со столицей в г. Кюзелигыр; эта культура стала частью культуры Хорезмского государства. Носители Куюсайской культуры относились к долихокефальному антропологическому типу, известному с археологических памятников бронзового века в Южном Туркменистане, этот антропологический тип является преобладающим у современных туркмен и не встречается у других народов Средней Азии. Начальная эпоха хорезмского государства отличается его централизацией и созданием крупных ирригационных систем, а культура Хорезма приобретает чёткие урбанистические черты.
Наиболее ранний археологический комплекс периода раннего железного века II обнаружен в хорезмийском поселении Хумбузтепа (современная территория Узбекистана), расположенном в юго-западной части оазиса на левом берегу Амударьи.
По мнению С. Болелова, Южный Хорезм был «плацдармом», где первоначально обосновались группы населения из южных древнеземледельческих областей Средней Азии и откуда передовые технологии распространились на территорию всего Хорезма, в первую очередь Присаракамышской дельты Амударьи. При этом Болелов отмечает, что нет оснований считать, что на территорию Хорезма переселились или были переселены большие группы народа из южных областей.
Согласно С. Болелову, по археологическим и антропологическим данным выделяются две различные в своей основе группы населения, расселившиеся в области левобережья Амударьи и никак не связанные с культурами эпохи бронзы: присаракамышские саки и куюсайцы. По всей видимости, в это же время на территории Южного Хорезма (правый берег Амударьи, район Туямуюнской излучины) также появляются группы сакского населения, оставившие курганы в могильнике Мешекли. Постепенно мешеклинская и куюсайская группы племён смешались с оседлым населением.

Крупнейший хорезмийский ученый-энциклопедист Абу Рейхан Аль-Бируни (973—1048) в произведении «Памятники минувших поколений» приводит сведения о существовании царства  тюрков в Хорезме в древнейшие времена:
«Они (жители Хорезма) считали годы от начала заселения (своей страны), которое произошло за 980 лет до Александра, а потом начали считать годы от прихода в Хорезм Сиявуша, сына Кайкауса и воцарения там Кейхусрау и его потомков, который переселился в Хорезм и распространил свою власть на царство тюрков. Это было 92 года (от начала) заселения Хорезма».
Около VIII—VII веков до н. э. Хорезм вступил в новую эру своей истории, когда хорезмийцы, по словам Аль-Бируни, начали вести летоисчисление по годам правления царей.
Хорезмийцы хоронили кости умерших в оссуариях, которые помещались в наусы — типа мавзолеев. В Хорезме найдены многие десятки разнообразных оссуариев и среди них древнейшие в Средней Азии (рубеж V—IV вв. до н. э.). В сасанидском Иране, где зороастризм был догматической религией, почти не обнаружено оссуариев и наусов. Очевидно, эта традиция была характерна для зороастрийцев Средней Азии, а именно Хорезма.

## Под властью Ахеменидов (VI—IV вв. до н. э.)

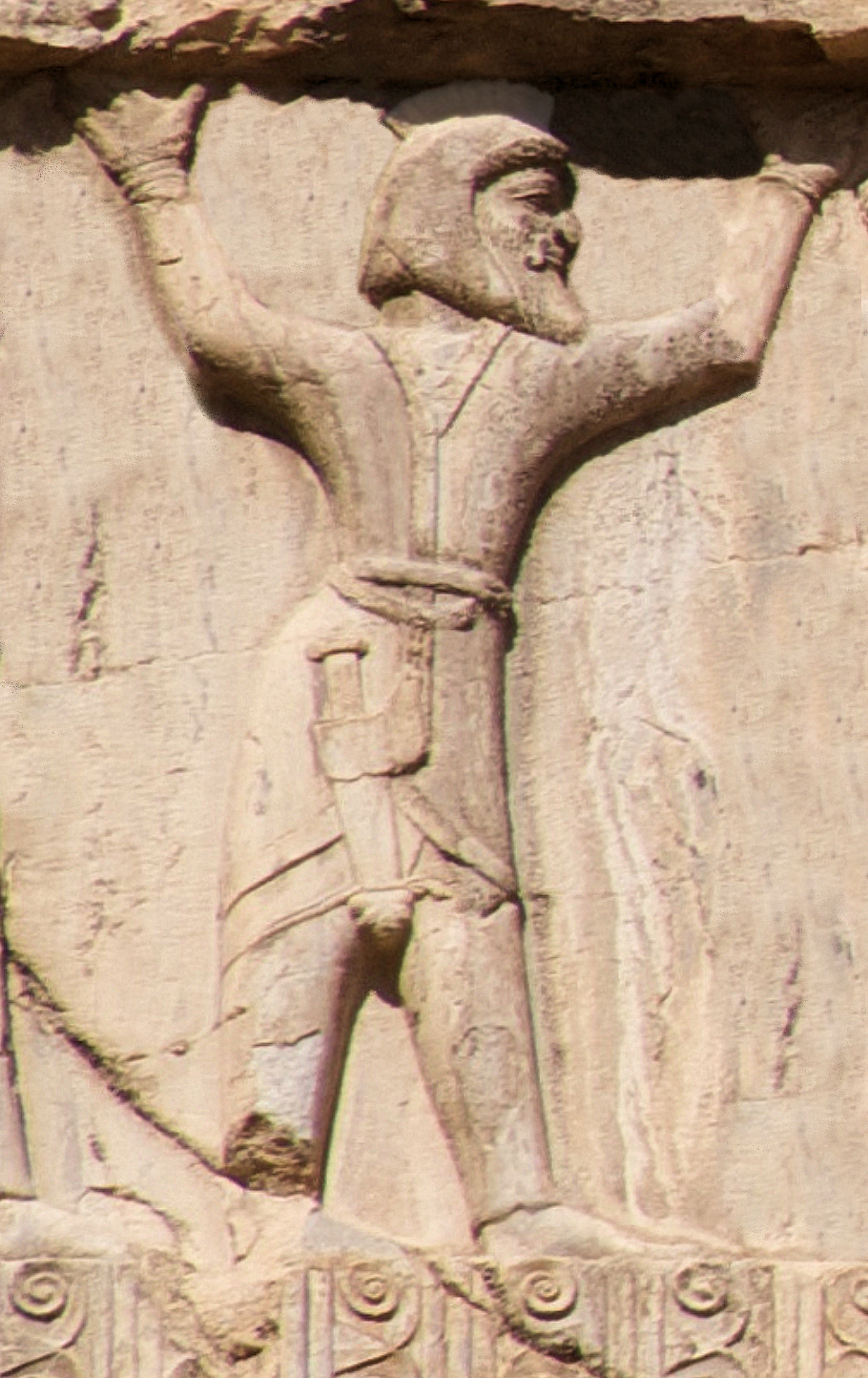
Хорезмийский солдат на службе у Ахеменидов 470 г. до н. э.

В середине VI века до н. э. Хорезм был завоеван Киром Вторым и включен в состав империи Ахеменидов. Кир назначил своего сына Таноксиарка наместником Хорезма, Бактрии и Парфии. Хорезм упоминается в Бехистунской надписи Дария I. Геродот в «Истории» сообщает, что Хорезм входил в 16-ю сатрапию персидской империи, а также о том, что хорезмийцы принимали участие в походе Ксеркса 480 года до н. э. на Грецию. Хорезмийцы принимали участие в строительстве столицы Ахеменидской империи — Персеполь. Воины-хорезмийцы служили в ахеменидском войске в разных частях империи. Большая часть документов составлена на арамейском языке. Самое раннее хорезмийское имя зафиксировано в 460 году до нашей эры в египетском архиве на острове Элефантина, где упоминается хорезмиец Даргаман сын Хваршайна, который судился за землю. Этот документ показывает, что хорезмийцы считались отдельным от персов народом. На Бехистунской скале сохранились изображения древних хорезмийцев. Ещё до походов Александра Македонского в Среднюю Азию Хорезм в конце V в. до н. э. обрёл независимость от Ахеменидов.

### Калалыгыр — крупнейший центр античного Хорезма
Согласно исследованиям Хорезмской археолого-этнографической экспедиции, столичный город Калалыгыр, чьи городища находятся на территоии современного Дашогузского велаята Туркменистана, был крупнейшим центром античного Хорезма, в котором территория крепости Калалыгыр-1 достигала 70 гектаров. Исследователи полагают, что постройка колоссальной крепости Калалыгыр-1, возникшей в конце V или в самом начале IV в. до н. э., была начата ещё в период господства в Хорезме династии Ахеменидов. Попытка возведения крепости могла входить в систему мероприятий Ахеменидов, отраженных в известном рассказе Геродота об ирригационной политике ахеменидских царей. Исследователи отмечают совершенство архитектуры дворца Калалыгыра 1, которая придала первоначальный импульс развитому хорезмийскому зодчеству.
Другая крепость, Калалыгыр-2 располагалась в 10 км западнее крепости Калалыгыр-1, и была одним из культовых центром древнего Хорезма. Памятник датируется серединой IV — началом II веков до н. э. Этот культовый центр был заброшен после тотального разгрома крепости, сопровождавшегося большим пожаром, следы которого заметны не только на стенах, но и на всем археологическом инвентаре.

## Древнехорезмийская письменность и документы

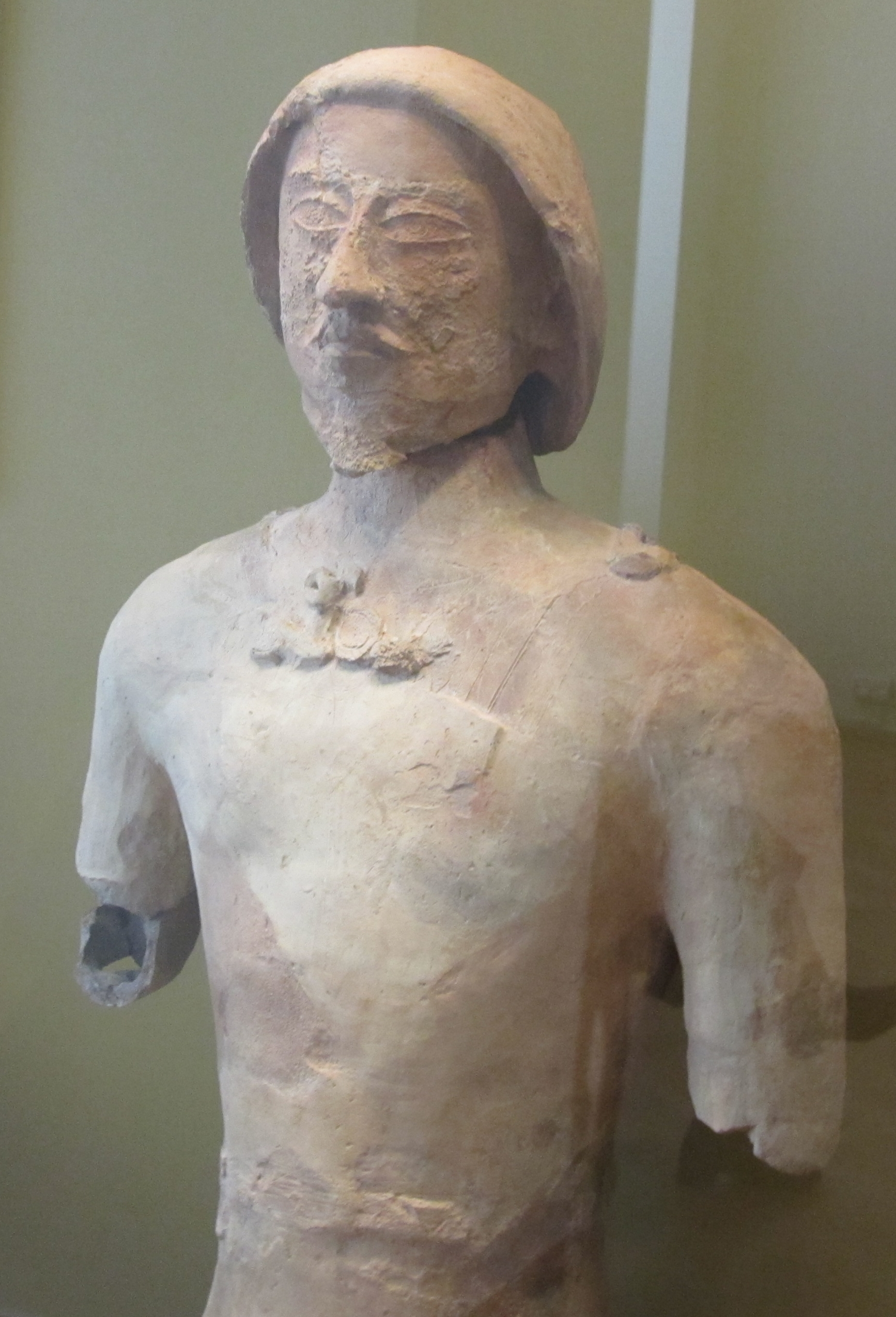
Скульптура хорезмийского воина, хранится в Эрмитаже, Санкт-Петербурге

Хорезмийский язык — один из восточноиранских языков, близкородственные ему языки не засвидетельствованы, прямые его потомки отсутствуют.
Памятник Айбугир-кала расположен на самом севере Дашогузского велаята Туркменистана в 60 км к северо-западу от г. Кёнеургенч. Для нижних полов, датируемых IV—III вв. до н. э., характерны хумы и на одном из таких хумов обнаружена прорезанная надпись на древнехорезмийском языке, которая, по данным некоторых археологов, датируется V в. до н. э и, согласно каракалпакскому учёному М. Мамбетуллаеву, является самой ранней надписью, обнаруженной в Средней Азии.
Советский и российский востоковед В.Лившиц придерживался другого мнения и утверждал, что наиболее ранние древнехорезмийские надписи, начертанные арамейским письмом, на двух серебряных фиалах были найдены в 1989 году в Исаковском могильнике № 1 близ Омска, на керамических сосудах и остраки из городищ Кой-крылган-кала, Калалы-гыр 2, Гяур 3, Бурлы-кала, Хумбуз-тепе можно датировать периодом от III века до н. э. до I—II веков нашей эры.
На месте древнего городища Топрак-кала археологи обнаружили остатки архива документов на хорезмийском языке. Хорезмийское письмо использовалось до VIII века. При раскопках памятников древнего Хорезма, включая дворец Топрак-калы обнаружены документы на коже и дереве — на дощечках и палках. Их письмо может быть определено как раннехорезмийский курсив. Формы многих букв значительно отличаются от начертаний в «имперско-арамейском» письме, к которому восходит хорезмийская письменность, а также от начертаний, свойственных наиболее ранним хорезмийским надписям. Среди документов на дереве можно выделить перечень имён мужчин — свободных и домашних рабов, входивших в состав больших семей («списки домов», «дом, семья»). Найдено 10 фрагментов «спиcков домов».
Имена мужчин из документов архива дворца в Топрак-кале: Сунван, Ванон, Месфратарак, Шкарвасак, Вайвасак, Усенар, Бевак, Дасваранак, Канчуккар и др..

## Хорезм в античную эпоху

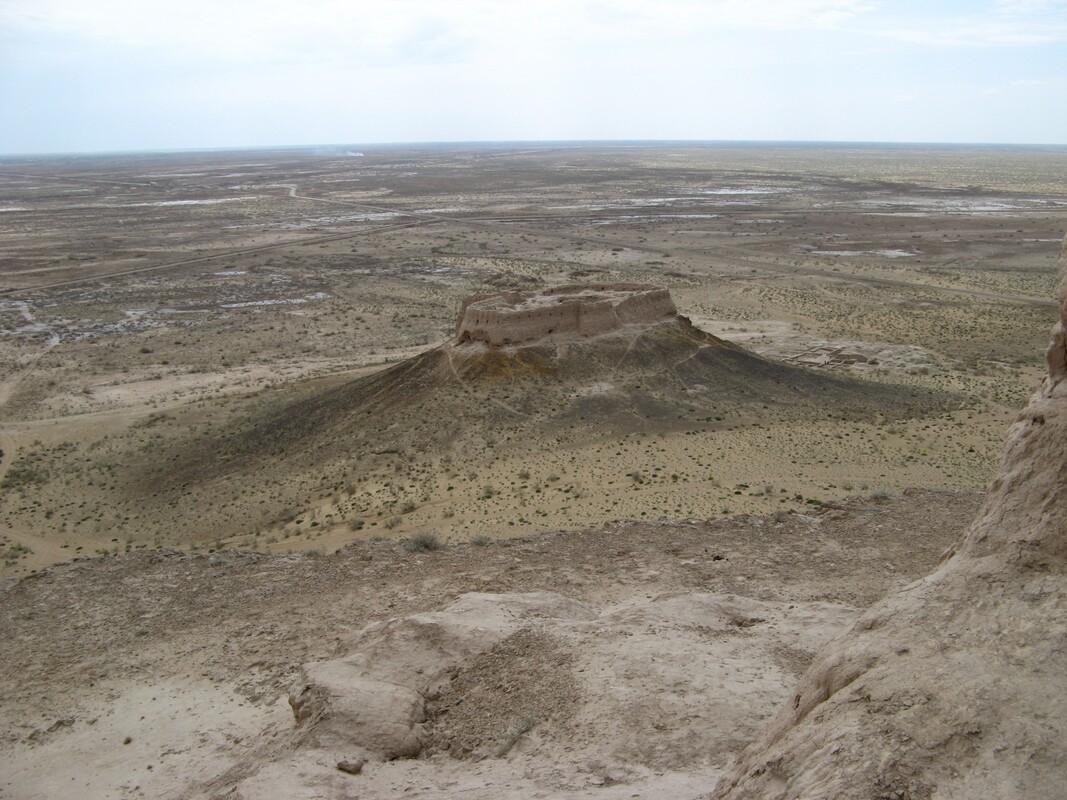
Древнехорезмийская крепость Аяз-Кала

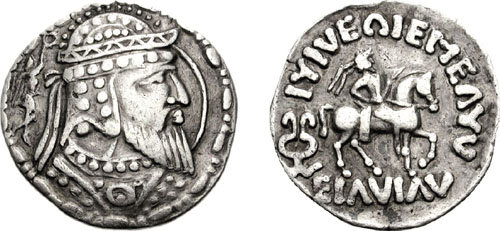
Монета царя Хорезма Артава, I век н. э.

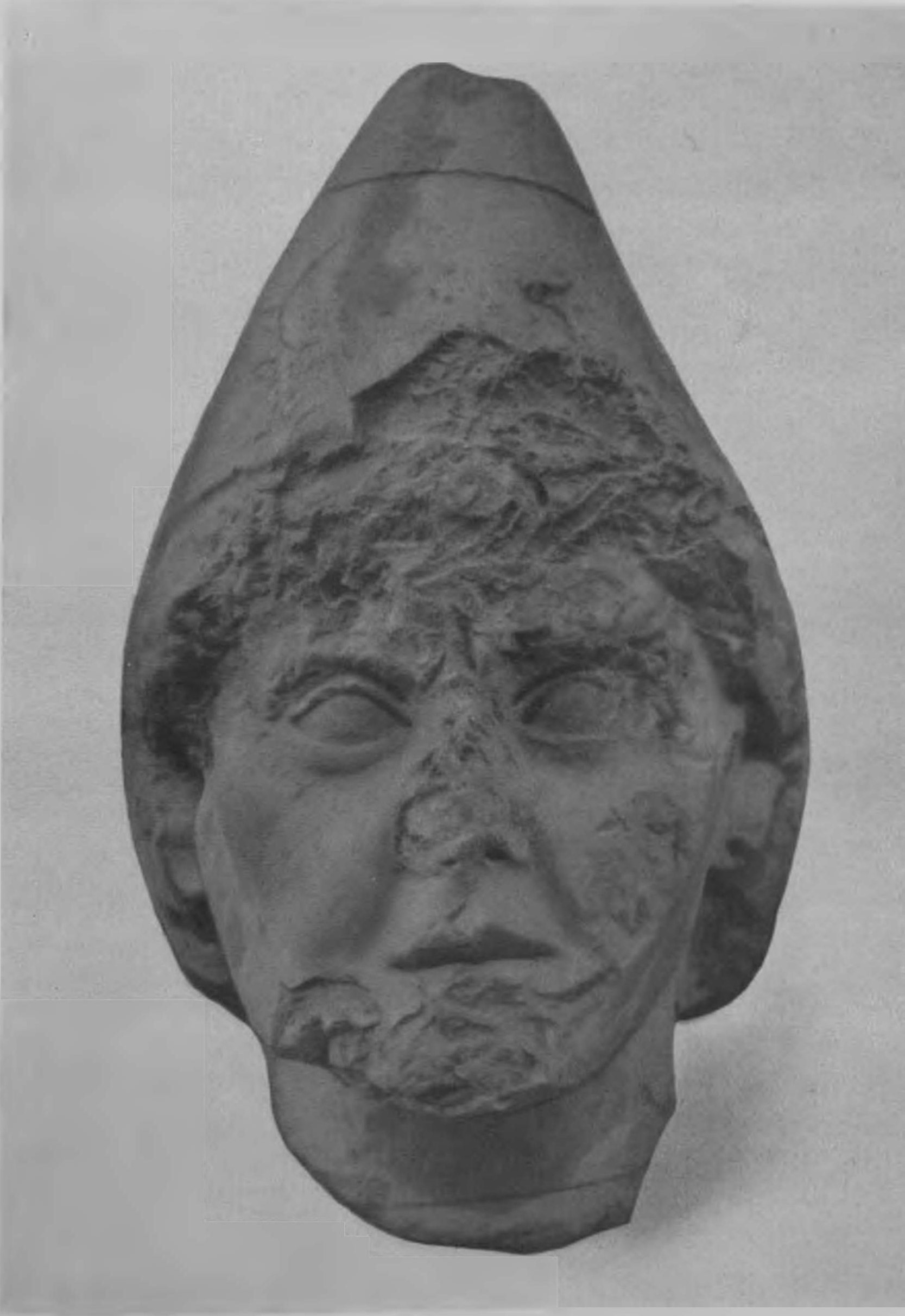
Скульптурное изображение головы хорезмийского воина из Гяур-калы, I век н. э., Узбекистан

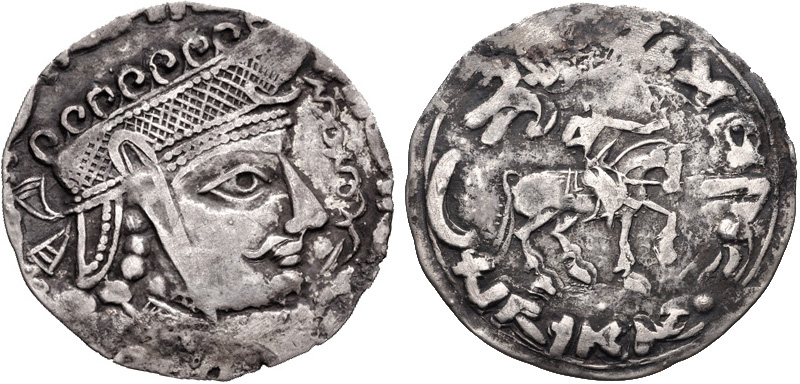
Монеты периода правления Савашфан

В результате завоевательных походов Александра Македонского государство Ахеменидов было уничтожено. В 328 году до н. э. правитель Хорезма Фарасман отправил к Александру послов во главе со своим сыном Фратаферном. Историки Ариан и Курций писали, хорезмийский царь Фарасман, со своей конной армией в количестве 1500 воинов, появившись в Бактрии в 329—328 гг. до н. э., встречался с Александром Македонским и предлагал ему стать его союзником. В произведениях Страбона упоминается Спитамен, выходец из Согда, который, потерпев поражение в бою с Александром Македонским, отступил в Хорезм.
Хорезм во II в. до н. э. был захвачен кочевыми племенами. Около 175 года до. н. э. Хорезм вошёл в состав Кангюя. В последней трети I века до н. э. Хорезм в составе Кангюя выступает как могущественный союзник западных гуннов. Некоторые исследователи соотносят Кангюй с тюркоязычными общностями. Так, Малявкин А. Г. считал, что государство Канцзюй было создано кочевниками, по-видимому тюркоязычными, которые поставили под свой контроль население оседлых земледельческих районов.
Из древнейших царей Хорезма известны имена правителей, выпускавших свои монеты: Артав, правитель I века н. э., Артрамуш (конец II — начало III века), Вазамар, вторая половина III века.
Согласно источникам в I веке н. э. была введена хорезмийская эра и введён новый календарь. По мнению Абу Рейхана аль-Бируни (973—1048), впервые хорезмийское летоисчисление было введено в XIII веке до н. э. Для середины I века н. э. до конца II века характерны крепости, воздвигнутые центральным правительством и занятые гарнизонами постоянного войска.

### Древнейшая обсерватория Хорезма

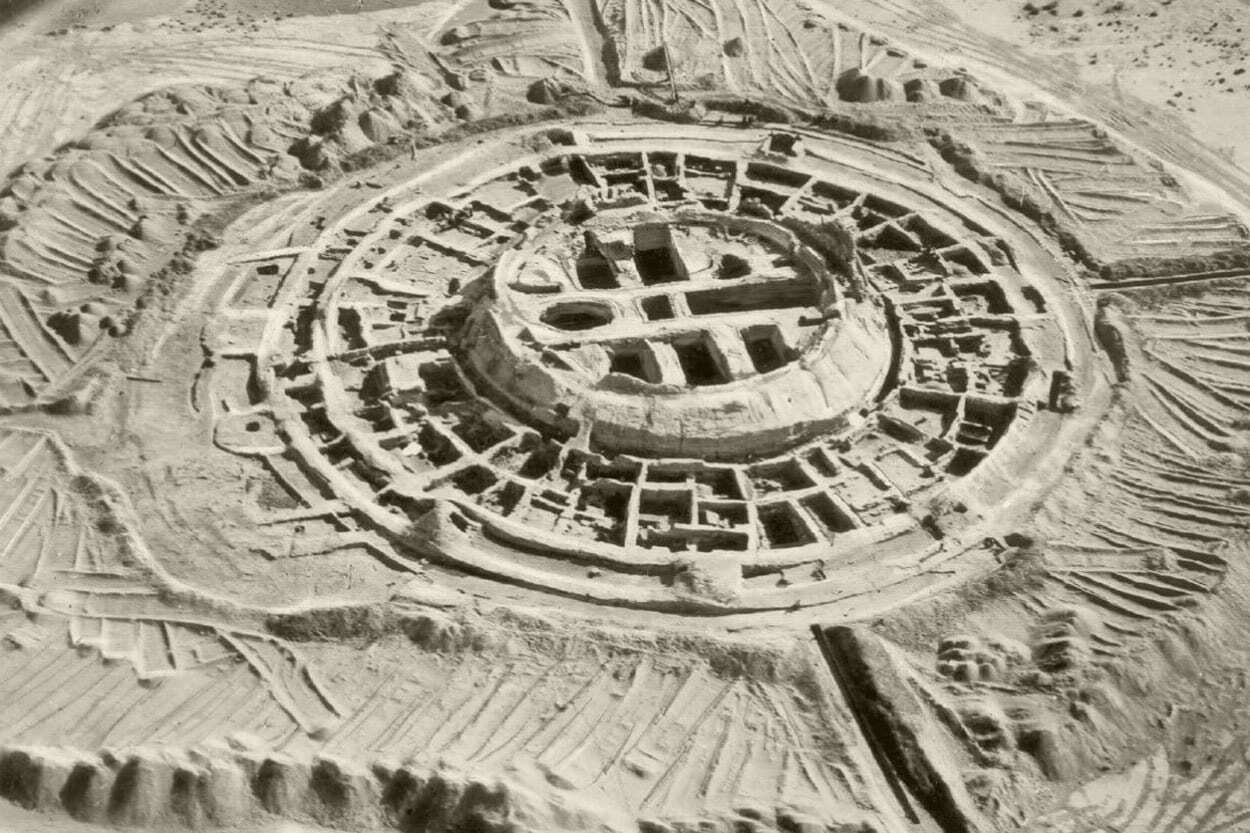
Кой-крылган кала, IV—III веках до н. э., Узбекистан

На территории древнего Хорезма (современный Узбекистан) археологи исследовали памятник Кой-Крылган-кала — сооружение, использованное как храм и обсерватория было возведено в IV—III веках до н. э., затем было разрушено сакскими племенами на рубеже II века до н. э. и вновь было обитаемо в III—IV вв. н. э.
Сооружение представляет собой цилиндрическое двухэтажное здание диаметром 44 метра, вокруг которого возведены крепостные стены. Предположительно, центральное сооружение использовалось как гробница хорезмийских царей и как зороастрийский храм.
На Кой-Крылган-кале велись наблюдения за определёнными светилами на отдельных участках неба. С помощью девяти башен, равномерно расставленных по окружности внешней стены, можно было зашифровать пять астрономически значимых азимутов.

### Резиденция хорезмийских царей и дворец Акчахан-кала

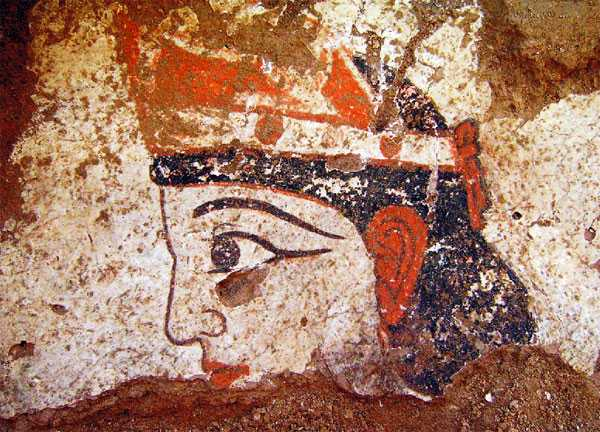
Фрагмент хорезмийской фрески III века до н. э.

В Берунийском районе современного Каракалпакстана был изучен памятник Акчахан-кала, где открыли дворец, относящийся к концу III в. до н. э. — началу II в. н. э. В одном из его залов была обнаружена уникальная настенная роспись с изображением людей высотой около шести метров. Один из них представляет собой изображение мужчины, на голове которого массивная корона. Воротник костюма украшен сценами с участием людей и животных. Одет он в тунику, которая украшена рисунками людей с петушиными головами в масках. Брюки оформлены повторяющимся рисунком с изображениями длинноногих и длинношеих птиц.

### Дворец в Топрак-кале

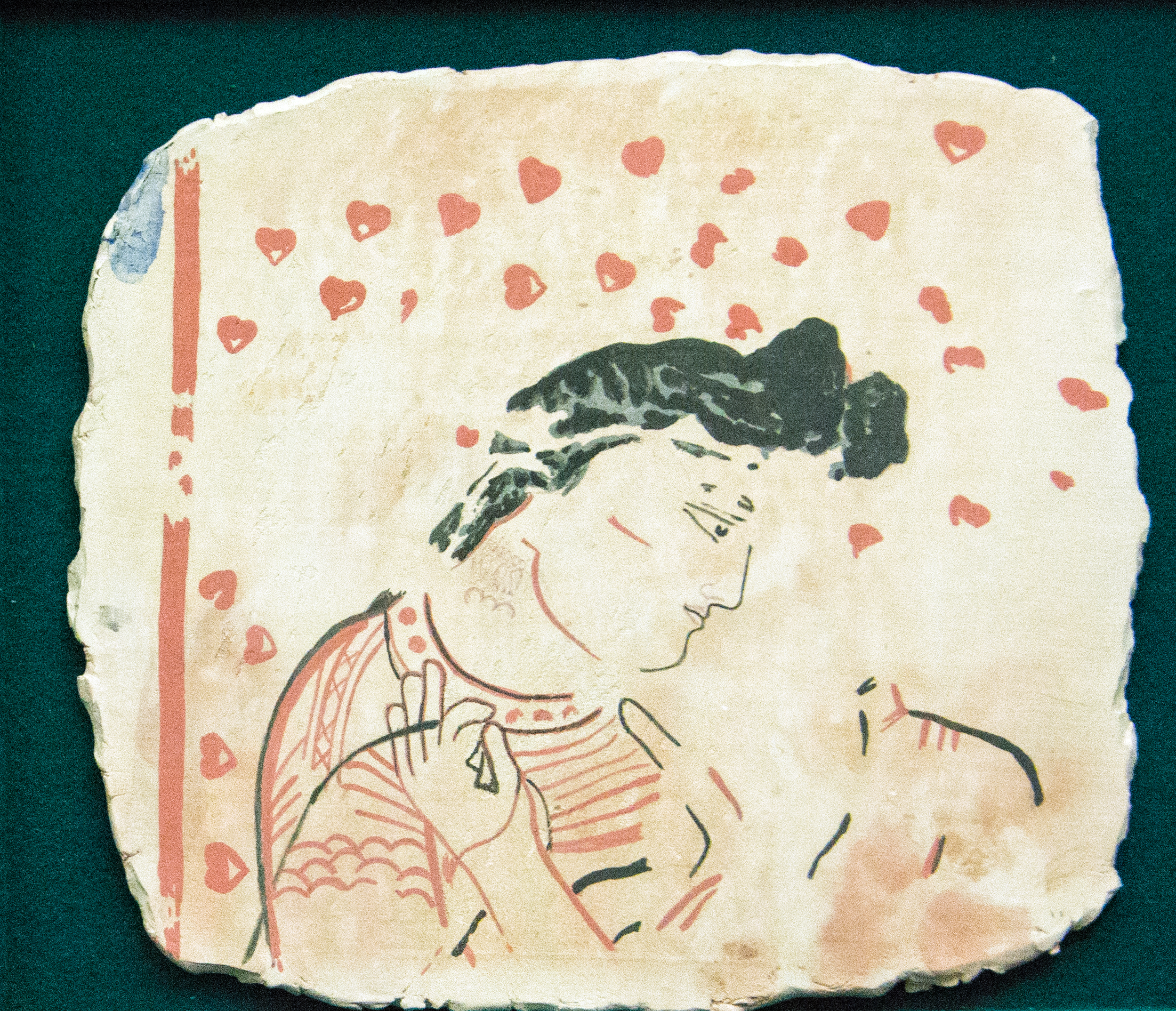
Настенные росписи Топрак калы, II—III века

Городище Топрак-кала — выдающийся памятник истории и культуры на территории древнего Хорезма и современного Каракалпакстана (Узбекистан). Значительные раскопки во дворце были проведены в 1945—1950 гг. С. П. Толстовым. На Топрак-кале изучены остатки «Священного дворца» царей Хорезма II—III вв. н. э. Это ключевой памятник важный для понимания истории, искусства и религии Центральной Азии. Дворец находился в северо-западной части города и занимал площадь 180×180 м. Раскопками раскрыто около 150 помещений дворца с обширными залами и святилищами, украшенными настенными росписями и глиняными барельефами. В комплекс находок входят некоторые украшения, оружие, монеты и шесть датированных документов из архива, найденного во дворце. Датированные документы с Топрак-калы относятся к III в. н. э. Топрак-кала была династическим центром, быть может, одной из царских резиденций.

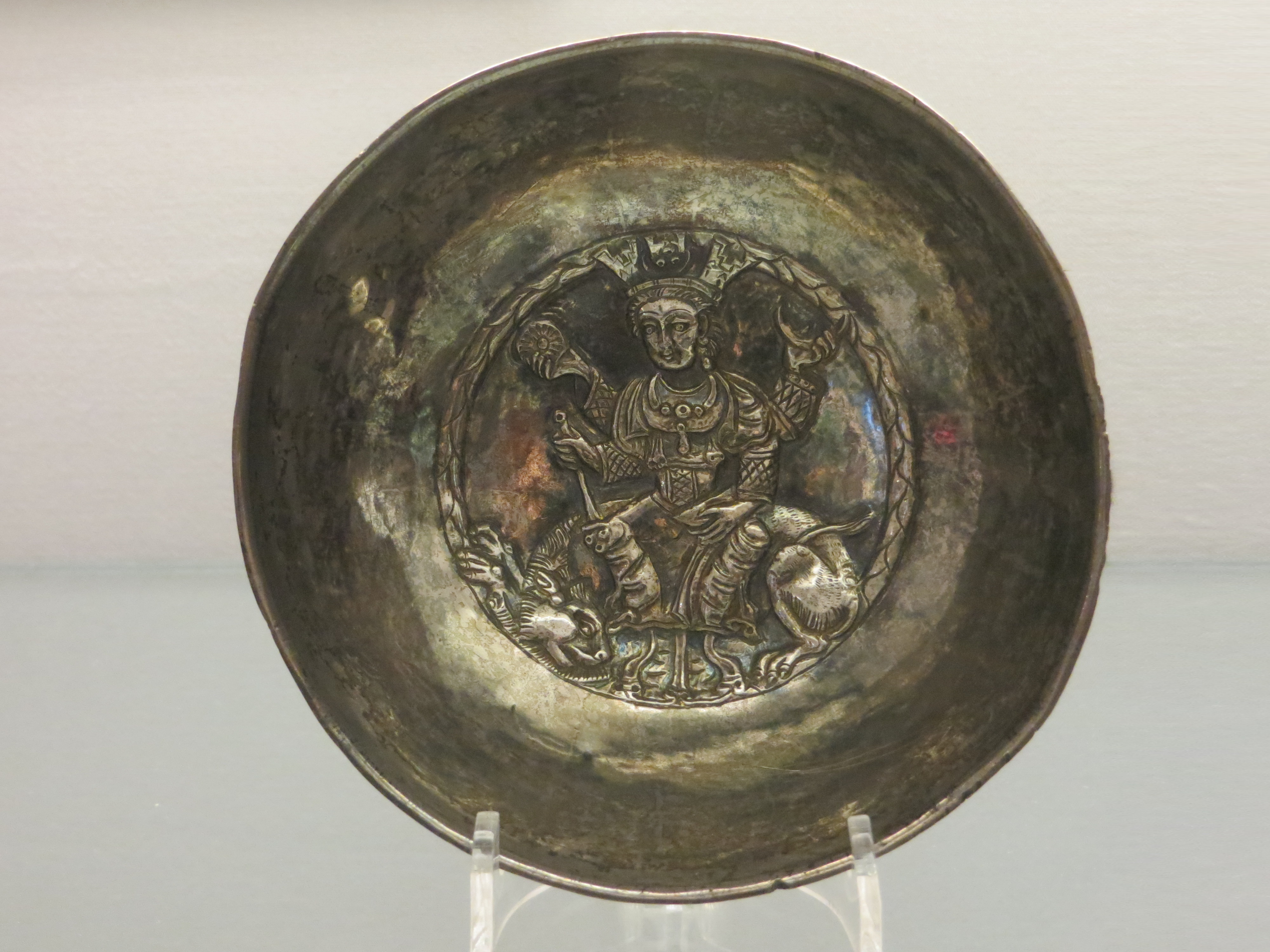
Серебряное блюдо из Хорезма с изображением богини Наны, 658 г. н. э. Британский музей.

## Хорезм в раннем средневековье
В начале IV века, при падишахе Африге, столицей Хорезма становится город Кят. В последующую эпоху, между IV и VIII веками, города Хорезма приходят в запустение. Теперь Хорезм стал страной многочисленных замков аристократии и тысяч укреплённых крестьянских усадеб. С 305 по 995 год Хорезмом правила династия Афригидов, представители которой носили титул хорезмшах. В китайских источниках упоминался под названием Хусыми (呼似密).
Основной религией древних хорезмийцев был зороастризм. При археологических исследованиях памятников древнего Хорезма были найдены оссуарии — глиняные ящики для захоронения костей умерших людей. Хорезмийцы также поклонялись месопотамской богине Нане.

## Развитие Хорезма в IX—XIII вв
Первые набеги арабов на Хорезм относятся ещё к VII веку. В 712 году происходит завоевание Хорезма арабским полководцем Кутейбой ибн Муслимом, учинившим жестокую расправу над хорезмийской аристократией. Особенно жестокие репрессии Кутейба обрушил на учёных Хорезма. Как пишет в «Хрониках минувших поколений» аль-Бируни, «и всеми способами рассеял и уничтожил Кутейба всех, кто знал письменность хорезмийцев, кто хранил их предания, всех учёных, что были среди них, так что покрылось всё это мраком и нет истинных знаний о том, что было известно из их истории во время пришествия к ним ислама».
В X веке вторым по величине городом Хорезма был Дарган, в котором была красивая соборная мечеть, разукрашенная драгоценными камнями и золотом. Начиная с XI в., Дарган был также самым южным городом Хорезма.
В X—XI веках Хорезм сохранял внешнее подчинение аббасидским халифам. Хорезмшаху Ма’муну II б. Ма’муну (1009—1017) аббасидским халифом ал-Кадиром в 1014/5 г. был дарован титул «Тадж ал-умма ва-Сирадж ал-милла Хваразм-шах» «Венец нации и светильник общины (религиозной)».
Хорезмийская культура оказала влияние на формирование государственной и денежной системы государства огузов, образовавшегося в первой половине IX в. Надписи на монетах огузов относились к хорезмийскому алфавиту.
В X веке начинается новый расцвет городской жизни Хорезма. Арабские источники рисуют картину экономической активности Хорезма в X веке, причём ареной деятельности хорезмийских купцов становятся окружающие степи, а также Поволжье — Хазария и Булгария, и обширный славянский мир Восточной Европы. Рост роли торговли с Восточной Европой выдвигал на первое место в Хорезме город Гургандж, сделавшийся естественным центром этой торговли. В 995 году последний афригид Абу-Абдаллах Мухаммад был взят в плен и убит эмиром Гурганджа Мамуном ибн Мухаммадом. Хорезм был объединён под властью Гурганджа.
Наиболее значимыми городами Хорезма в этот период были Гургандж, Джигербе́нт, Замакшар, Дарган, Джит, Нузвар, Хива, Баратегин, Хазарасп, Кят, Кердер. 
Арабский автор XI века Абу Хамид аль-Гарнати сообщал о Хорезме следующие сведения: «А страна Хорезм протянулась на сто фарсахов, в ней много городов, селений и рустаков и крепостей. И в нём Хорезме есть такие фрукты, подобных которым я не видел ни в одной из стран, которые я посетил. В нём есть сорта дыни, вкуснее и приятнее сахара и сотового меда. А также есть сорта винограда вроде фиников, красного и белого… И есть также яблоки, и груши, и гранаты, они украшают ими лавки все время… А жители Хорезма — достойные ученые, поэты и благородные люди».
В 1017 году Хорезм был подчинён султану Махмуду Газневи, а в 1043 году завоёван туркменами-сельджуками.

## Наука и культура Хорезма в IX—XIII вв
Хорезм в эту эпоху был страной высокой учёности. Выходцами из Хорезма были такие выдающиеся учёные, как Мухаммад ибн Муса аль-Хорезми, Ибн Ирак, Абу Рейхан аль-Бируни, аль-Чагмини.
Мухаммад ибн Муса аль-Хорезми (783—850) был автором первой книги по всемирной истории, составленной представителем Центральной Азии. Его «Книга истории» («Китаб ат-та’рих») сохранилась лишь в отрывках. Цепь извлечений из «Книги истории» позволяет установить, что сочинение ал-Хорезми было написано в форме анналов, то есть летописи. События в ней излагались последовательно, по годам. Например, он приводил сведения о времени рождения Александра Македонского. О датах рождения, начала «пророческой» деятельности и смерти основателя ислама Мухаммада и истории халифата. «Книга истории» была завершена им около 830 г.
Написанная аль-Хорезми «Книга картины Земли» — первое географическое сочинение на арабском языке и первое сочинение по математической географии — оказала сильное влияние на развитие этой науки. Он впервые на арабском языке описал известную к тому времени обитаемую часть Земли, дал карту с 2402 населёнными пунктами и координатами важнейших населённых пунктов. В частности, аль-Хорезми упоминал о двух Скифиях (Аскусийа), населенных соответственно тюрками и токуз-огузами.
Крупным ученым из Хорезма был Абу Абдаллах Мухаммад ибн Ахмад ибн Йусуф ал-Хорезми (умер в 997 году). Он родился в Кяте, где жил, получил образование и преуспел во многих отраслях знания. Единственным известным трудом Абу Абдаллаха ал-Хорезми, дошедшим до нас и написанным на арабском языке, является трактат «Мафатих ал-улум» («Ключи наук»). Он является также одним из источников по истории развития наук и их классификации. По мнению Э. Видемана Абу Абдаллах ал-Хорезми был «составителем одной из первых мусульманских» энциклопедий".
Известным ученым из Хорезма был Абу́ль-Касим Махму́д ибн Умар аз-Замахшари́ (1075—1144). Он был писателем, философом. Замахшари был видным представителем ханафитского мазхаба и мутазилитской богословской школы. Носил прозвища Джаруллах («покровительствуемый Аллахом») и «гордость Хорезма». Его книга по грамматике «Подробный» является классическим учебником на Востоке. Он также является автором словаря «Предисловие к литературе» (Мукаддима аль-адаб), ряда сборников пословиц и поговорок, сборника дидактических обращений и рассказов «Макамат», географического словаря и работ по метрике.
Ученый, врач и один из крупнейших ученых мусульманского Востока Авиценна — Абу Али ибн Сина в 997 году переехал из Бухары в Хорезм, где прожил 15 лет до 1012 года. В 997—998 гг. Бируни вел переписку с Ибн Синой по различным вопросам космогонии и физики, воплощенную в форме вопросов и ответов. В Гургандже Ибн Сина посчастливилось работать в Академии Мамуна, где уже сформировалась передовая научная элита Среднего Востока. В их числе были учёный-энциклопедист Абу Райхан Беруни, астроном и медик Абу Сахл Иса ибн Иахйа ал-Масихи, которому Ибн Сина посвятил свой труд об измерении углов. Кроме этого среди учёных были медик Абу-л-Хайр ибн ал-Хаммар, Абу Наср ибн Ирак — племянник хорезмшаха и др. Основы двух трудов, составивших славу Ибн Сины, «Канона врачебной науки» (Ал-Канун фит-т-тибб) и «Книги исцеления» (Китаб аш-шифа) закладывались в Хорезме — в Гургандже. «Канон врачебной науки» был начат в Хорезме в 1000 г., а закончен около 1020 г.
Хорезмийский историк, правовед, один из предков которого носил тюркское имя Арслан — Махмуд б. Мухаммад аль-Аббас б. Арслан аль-Хорезми (1099—1173) написал в XII веке восьмитомную книгу на арабском языке «Тарихи Хоразм» («История Хорезма»), которая сохранилась до нас в отрывках.
Сирадж ад-Дин Юсуф ибн Аби Бакр Мухаммад ас-Саккаки ал-Хорезми происходил из Хорезма и по происхождению был тюрком (1160—1228). Он был автором труда «Мифтах ал-улум» [«Ключ к наукам»], которое было посвящено арабской стилистике, поэтике, просодии и стихосложению. Первым комментатором «ал-Мифтах» был Мулла Хисам ад-Дин ал-Му’аззини. Он завершил свое произведение в Хорезме в 1244 году.

## Хорезм при Ануштегинидах

Государство Хорезмшахов в 1220 году

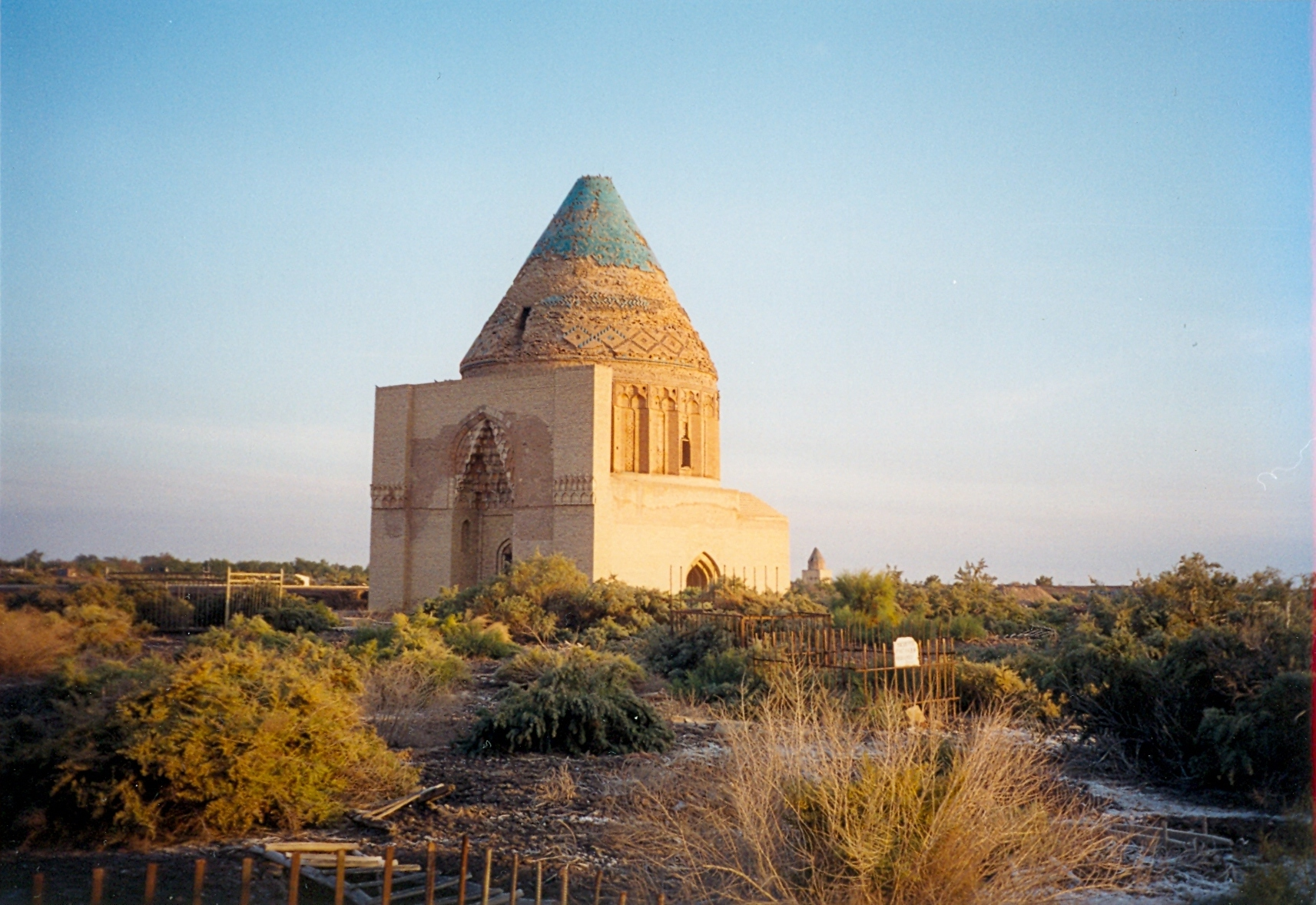
Мавзолей хорезмшаха Ала ад-Дин Текеша в Кёнеургенче, Туркменистан.

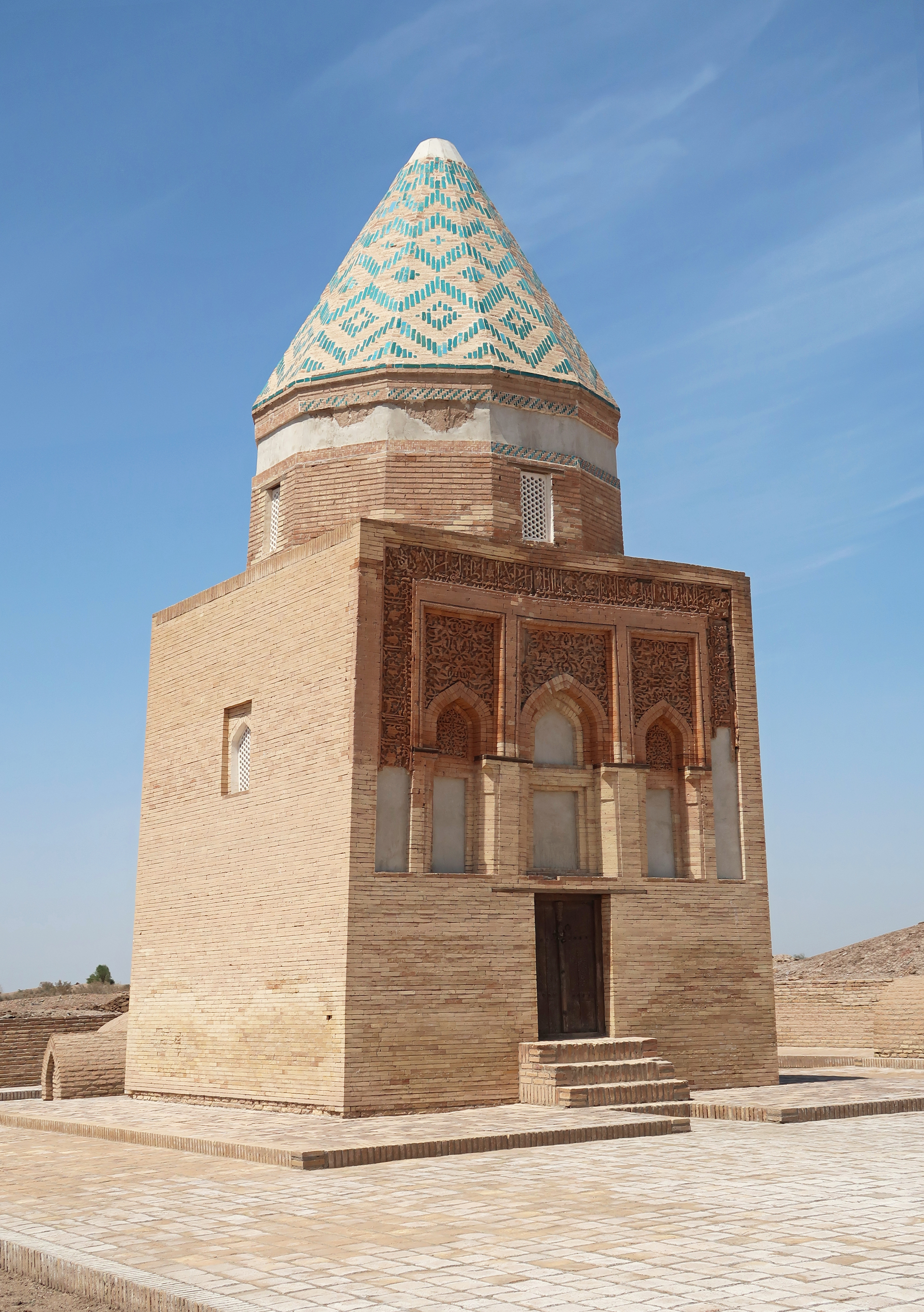
Мавзолей хорезмшаха Иль-Арслана), Кёнеургенч, Туркменистан

Ануш-Тегин стал доверенным лицом сельджукского султана Мелик-шаха. Ануштегин в 1077 году был назначен Сельджукидами на должность мутасаррифа Хорезма и получил титул шихны Хорезма.
С конца XI века идёт постепенное освобождение Хорезма от сельджукского влияния и присоединение новых земель. Правитель Хорезма Кутб ад-Дин Мухаммед I в 1097 году принимает древний титул хорезмшаха. После него на престол взошёл его сын Абу Музаффар Ала ад-дин Атсыз (1127—1156). В сочинении Рашид ад-дина хорезмшах Атсыз ошибочно назван внуком Билга-тегина, тогда как в действительности был внуком Ануш-тегина, военачальника и гуляма Билге-тегина, получившего при Сельджукиде Мелик-шахе наместничество Хорезма. Рашид ад-дин сообщает: «В Хорезме завладел делами верховного правления Атсыз ибн Мухаммед ибн Билгэ-тегин являвшийся одним из столпов государства Сельджуков. Он также захватил в свои руки некоторые из владений [мамйлик] Туркестана и Дешт-и Кипчака».
Хорезмшах Атсыз ибн Мухаммад ибн Ануштегин вместе с Махмуд ибн Мухаммадом совершали в походы против гузов и сражались с ними. Его сын Тадж ад-Дин Ил-Арслан в 1157 году полностью освобождает Хорезм от сельджукской опеки.
При хорезмшахе Ала ад-Дин Текеше (1172—1200) Хорезм превращается в огромную среднеазиатскую империю. В 1194 году войско хорезмшаха разбивают войско последнего иранского сельджукида Тогрул-бека и утверждают суверенитет Хорезма над Ираном; в 1195 году багдадский халиф Насир терпит поражение в бою с хорезмийцами и признает власть Текеша над восточным Ираком. Успешные походы на восток, против каракитаев, отворяют Текешу дорогу в Бухару.
Сын Текеша Ала ад-Дин Мухаммед II в 1200—1220 годах завершает дело отца. Он отнимает у каракитаев Самарканд и Отрар, простирает свою власть на далёкую область Газны на юге Афганистана, подчиняет западный Иран и Азербайджан. Войско Мухаммеда предпринимает поход на Багдад, не удавшийся, впрочем, из-за наступления ранней зимы, закрывшей перевалы, и из-за известий о появлении на восточных границах Хорезма монгольского войска.
Суфийский святой Наджм ад-дин Кубра (1145—1221) основал в Ургенче ханагах и братство Кубравия. Из многочисленных учеников ал-Кубра вышли знаменитые теоретики мистицизма и авторы классических трудов по суфизму. Среди них: поэт-мистик Наджм ад-дин Дайа Рази (ум. в 1256 г.), Са’д ад-дин Хаммуйа (ум. в 1252 г.), Сайф ад-дин Бахарзи (ум. в 1261 г.) и др.

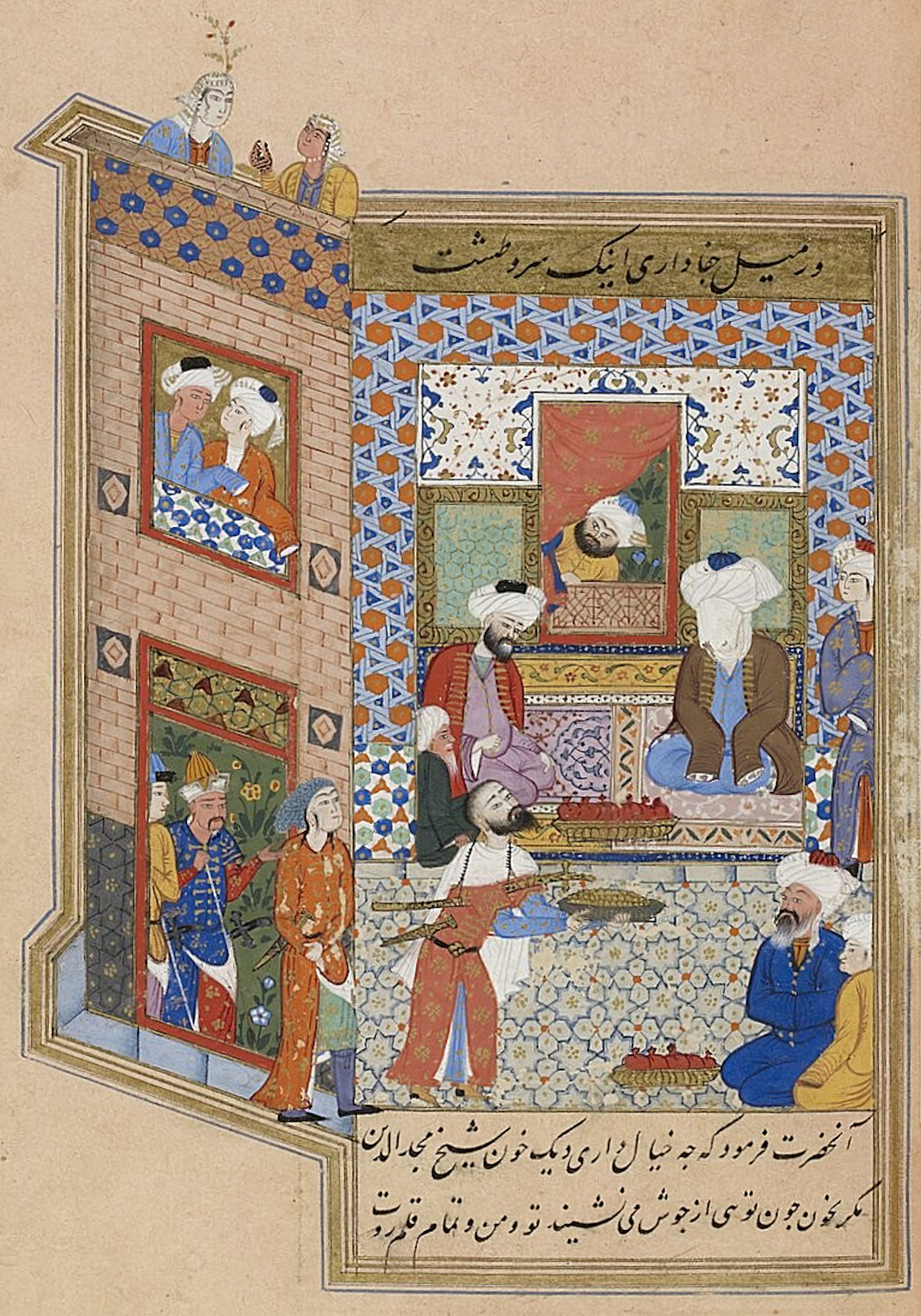
Миниатюра с изображением Наджм ад-дин Кубра и хорезмшаха Ала ад-дина Мухаммада

Наджм ад-дин Кубра погиб при защитеь Ургенча от монголов. Его могила находится рядом с ханака в Кёнеургенче.
Помимо Гурганджа, крупнейшими городами Хорезма данного периода были Дарган, Джигербент и Садвар, располагавшиеся на левом берегу Амударьи (территория современного Туркменистана).

## Монгольское завоевание

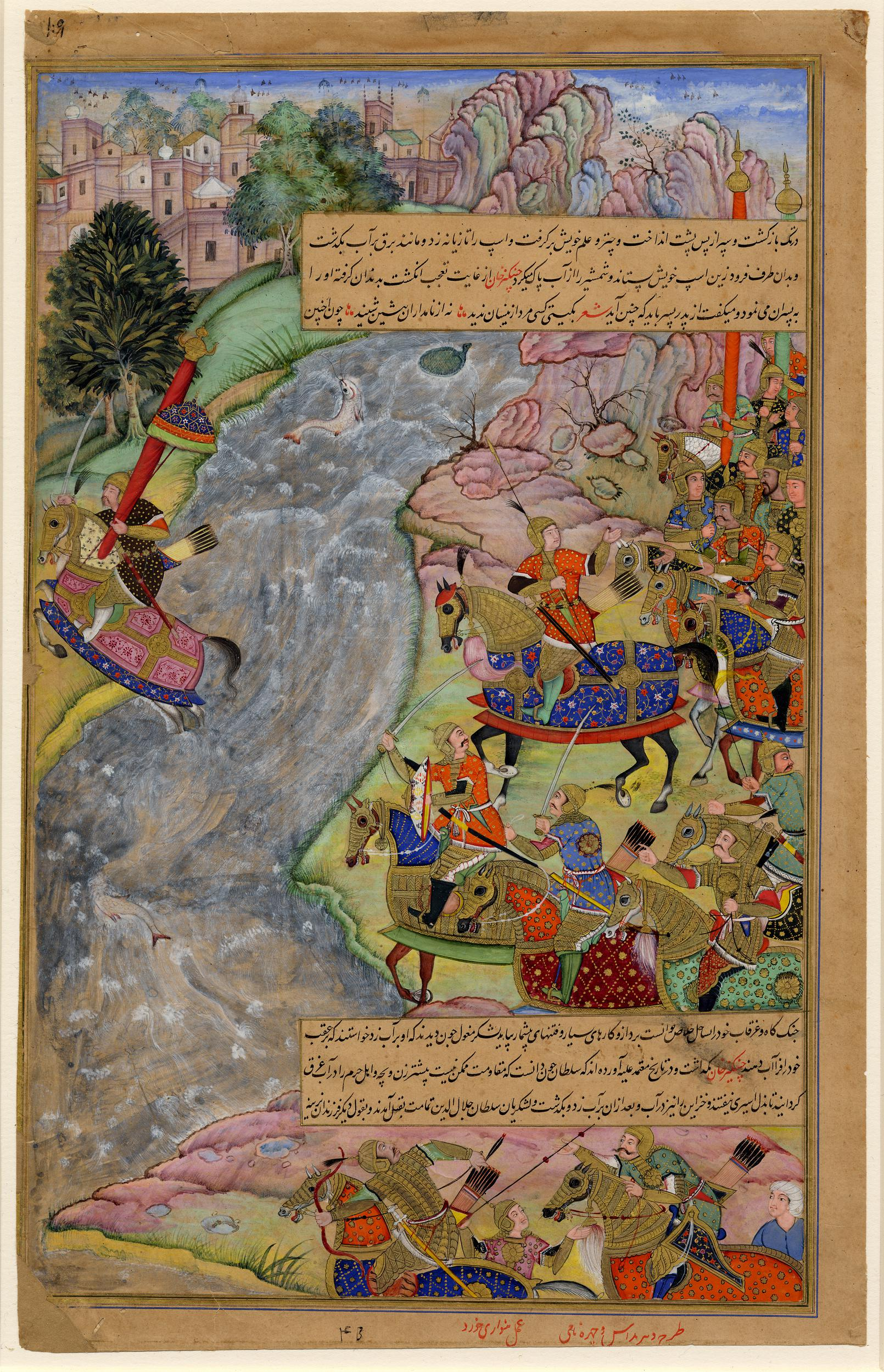
Переправа через р. Инд Джалаладдина Мангуберды хорезмшаха после сражения с Чингис-ханом, 1221 год

В 1218 году Чингисхан отправил в Хорезм посольство с предложением о союзе. Хорезмшах Ала ад-Дин Мухаммед II отказался идти на сделку с «неверными» и по предложению правителя Отрара Кайыр хана казнил послов-купцов. Чингисхан потребовал выдачи Кайыр-хана, но Мухаммед отказался выдавать двоюродного брата своей матери и вновь казнил одного из участников следующего монгольского посольства. Весной 1219 года, не окончив завоевания Китая, Чингисхан отправил 200-тысячное войско в Хорезм. Хорезмшах не решился дать генеральное сражение, оставив своё войско разбросанным отдельными отрядами по городам и крепостям всего государства. Один за другим под натиском монголов пали все крупные хорезмские города. Все они были подвергнуты разрушению, а множество хорезмийцев уничтожено.
Хорезмшах с остатками войска вначале отступил в свои персидские владения, после чего бежал с небольшим отрядом в прикаспийскую область и скончался на острове Абескун в Каспийском море (отождествляется с Ашур-Адой).
В начале 1221 года 50-тысячная армия Джучи, Чагатая и Угэдэя подступила к столице Хорезма — городу Ургенчу. После семимесячной осады монголы взяли его, разгромили, а жителей увели в плен. Как писал историк Рашид-ад-дин:"Монголы сражались жестоко и брали квартал за кварталом и дворец за дворцом, сносили их и сжигали, пока в течение 7 дней не взяли таким способом весь город целиком. [Тогда] они выгнали в степь сразу всех людей, отделили от них около 100 тысяч ремесленников и послали [их] в восточные страны. Молодых женщин и детей же угнали в полон, а остаток людей разделили между воинами, чтобы те их перебили. Утверждают, что на каждого монгола пришлось 24 человека, количество же ратников [монголов] было больше пятидесяти тысяч. Короче говоря, всех перебили и войско [монголов] занялось потоком и разграблением. Разом разрушили остатки домов и кварталов
Kак писал Джувейни: «Жители города, укрепились в улицах и кварталах; на каждой улице они начинали бои, и около каждого прохода устраивали заграждения. Войско [монгольское] сосудами с нефтью сжигало их дома и кварталы и стрелами и ядрами сшивало людей друг с другом». Когда город был захвачен, уцелевших жителей выгнали в поле. Отделили и увели в рабство ремесленников (по Джувейни, более 100 тыс.), а также молодых женщин и детей, а прочих жителей разделили между воинами, причём, по Джувейни, на долю каждого воина пришлось по 24 человека, и всех перебили «топорами, кирками, саблями, булавами». После этого монголы открыли плотины, вода Амударьи хлынула и затопила весь город, так что и спрятавшиеся в разных укрытиях люди погибли, и «из жителей ни один не уцелел».
Сын хорезмшаха Джелал ад-Дин Мангуберды продолжал борьбу с монголами до 1231 года. Он дважды разгромил войско монголов на территории современного Афганистана, но был разбит самим Чингисханом в битве при Инде. Джелал ад-Дин Мангуберды погиб в 1231 году в Закавказье..
В 1221 году Хорезм вошёл в состав Монгольской империи, затем в улус Джучи (Золотая Орда). Во второй половине XIII века Ургенч был заново отстроен и стал одним из главных торговых центров Центральной Азии.

## Хорезм в период Золотой Орды, кунгратов-суфи иТимуридов
После захвата Хорезма Монгольской империей в 1221 году, он был поделен между улусами двух братьев-чингизидов: Джучи и Чагатая. Северная половина досталась ханам Джучидам в составе Золотой Орды, а южная половина была передана Чагатайскому улусу. Это разделение сохранялось до 1350-х годов, когда к власти в Хорезме пришла династия суфидов.
В первой половине XIV века Ургенч подчинялся султану Золотой Орды Узбек-хану и управлялся его наместником Тимуром Кутлуком. Медресе в городе построено Тимуром Кутлуком, а мечеть джами (пятничная) — его супругой (дочерью Узбек-хана) Тюрябек-ханым.

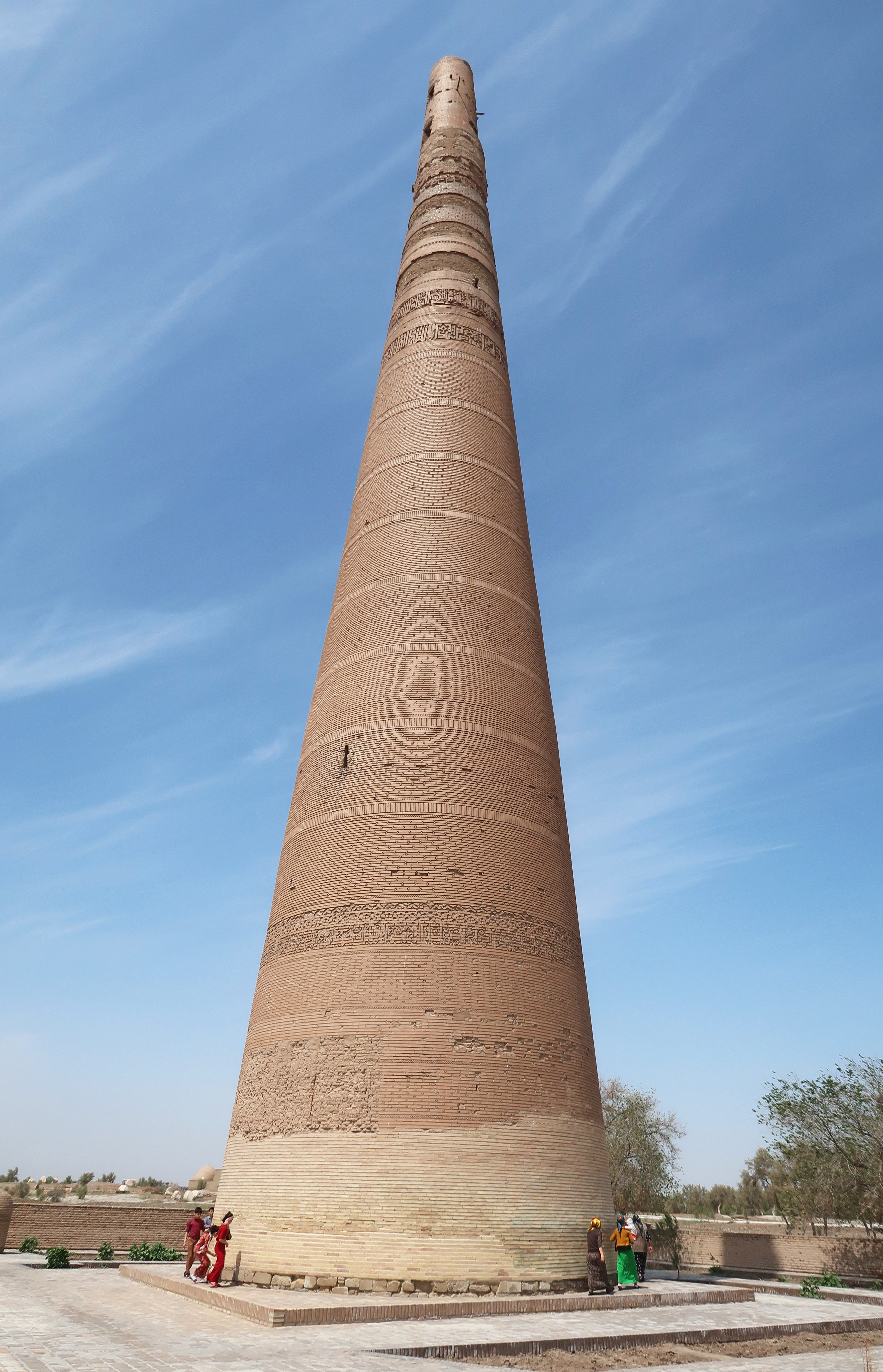
Минарет Кутлуг-Тимура — самый высокий средневековый минарет Средней Азии, Кёнеургенч, Туркменистан

Наиболее известными памятниками Хорезма эпохи Золотой Орды являются минарет Кутлуг-Тимура и мавзолей Тюрабек-ханым, (современный Кёнеургенч, Туркменистан). 
На минарете сохранились надписи куфической арабской вязью, на которых записаны имя Кутлуг-Тимура, а также имя Узбек-хана — хана Золотой Орды в 1313—1341 годах. Это, вероятно, связано с тем, что Кутлуг Тимур был двоюродным братом по женской линии хана Золотой Орды Узбек-хана.
Мавзолей построен в честь Тюрабек-ханым, которая была дочерью золотоордынского хана Узбек-хана и женой его хорезмийского наместника из рода кунграт Кутлуг-Тимура, позже ставший усыпальницей династии Суфи - кунгратов (1359—1388). 

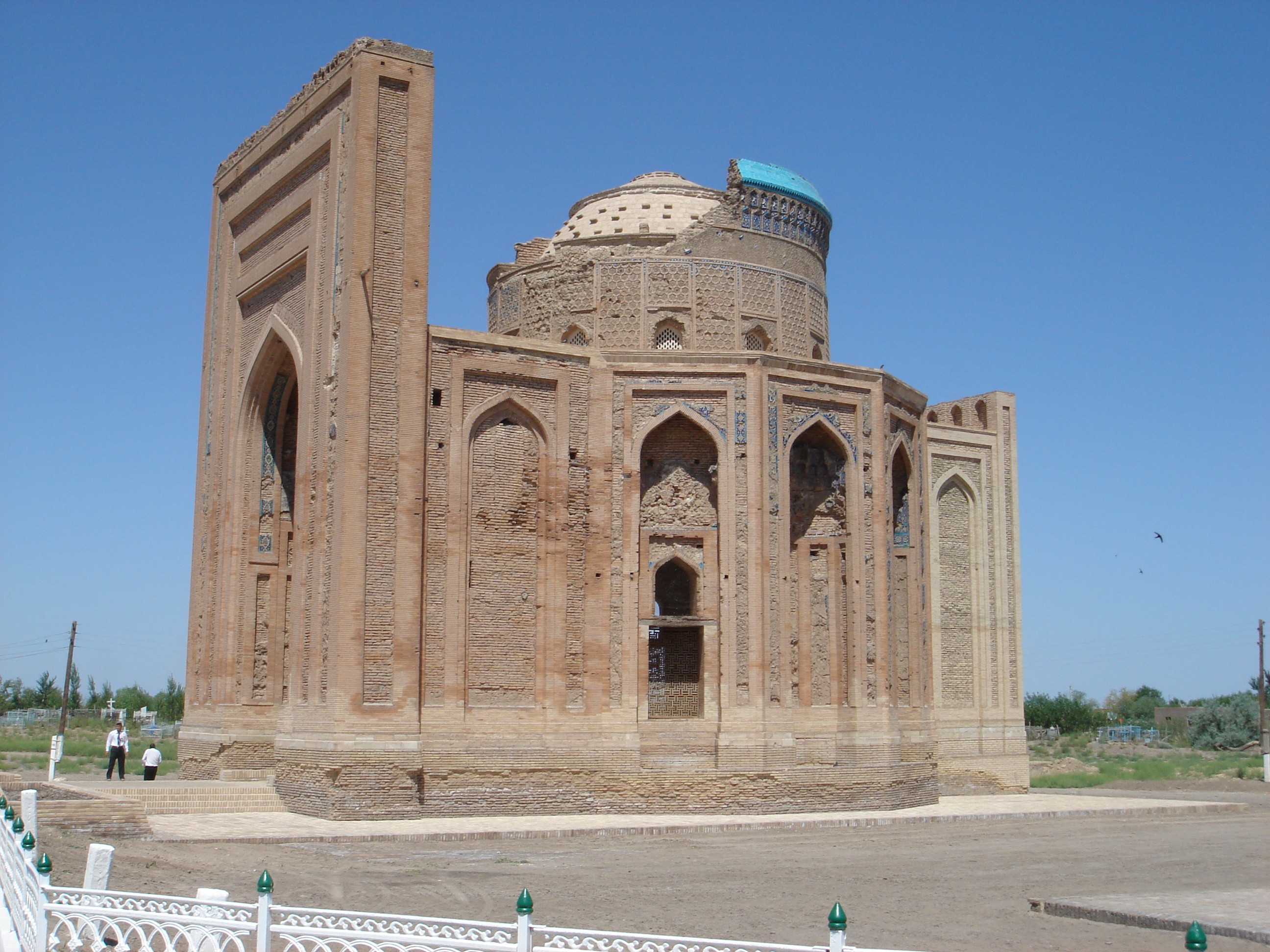
Мавзолей Тюрабек-ханум, Кёнеургенч, Туркменистан

В 1359 году северный Хорезм во главе с представителями династии Суфи-кунгратов впервые обрёл независимость от Золотой Орды. Кунграты Хорезма выпускали монеты с арабскими надписями: Выпущено в Хорезме. Власть Богу. Мухаммад и именами 4 праведных халифов.
Однако, усилившись, кунграты захватили и южную часть Хорезма, которая принадлежала Чагатайскому улусу. Приход к власти Тимура, который претендовал на наследие улуса Чагатая, привёл к конфликту. В 1370-х годах правителем Хорезма был Хусайн Суфи, сын Тонгдая, из рода кунграт, который решил вести бескомпромиссную борьбу с Тамерланом. В результате, в 1372 году Тамерлан предпринял поход против Хорезма. Его армия вышла из Самарканда, прошла Бухару и захватила хорезмийскую крепость Кят. Хусайн Суфи далее не мог сопротивляться Тамерлану и умер в осаждённом Хорезме. После кончины Хусайна Суфи на трон сел его младший брат, Юсуф Суфи. В 1376 году Хорезм вошёл в состав империи Тимура.
В 1387 году кунграты Хорезма поддержали поход золотоордынцев во главе с Тохтамышем против Тимура и Мавераннахра. После этого Тимур в 1388 году окончательно присоединил Хорезм в состав своей империи.
Известным хорезмийским поэтом эпохи Тимуридов был Хайдар Хорезми, который считал себя хорезмийским тюркским поэтом, например, «Тенг бўла билмас эди Хофиз била Хоразмда, Туркий айта тирилур бўлса бу дамда Санжарий» (перевод: «Никто в Хоразме не сравнится с Хафизом, спевшим тюркский стих, Смог бы Санджари вновь явиться — тот сложил бы стих иной»).
В 1431/32 г. был осуществлен большой поход кочевых узбеков на Хорезм. Абулхайр-хан преследовал цель захвата Хорезма. Тимуридский правитель Хорезма эмир Ибрагим не оказал сопротивления кочевым узбекам и последние без труда овладели столицей Ургенчем. Хан устроил в Ургенче собрания ученых-богословов, шейхов и поэтов. На одном из таких собраний один поэт преподнес хану стихи, и хан попросил присутствующего на том собрании Камал ад-Дина Хусайна Хорезми написать комментарий к нему. Комментарий был написан на тюркском языке, и Камал ад-Дин Хусейн Хорезми дал ему заглавие «Кашф ал-худа» («Раскрытие истинного пути»). Он также составил касыда, посвященную Абулхайр-хану. Западная часть Хорезма входила в состав Узбекского ханства Абулхайир-хана. 

## Хорезм в XVI — первой половине XVIII века

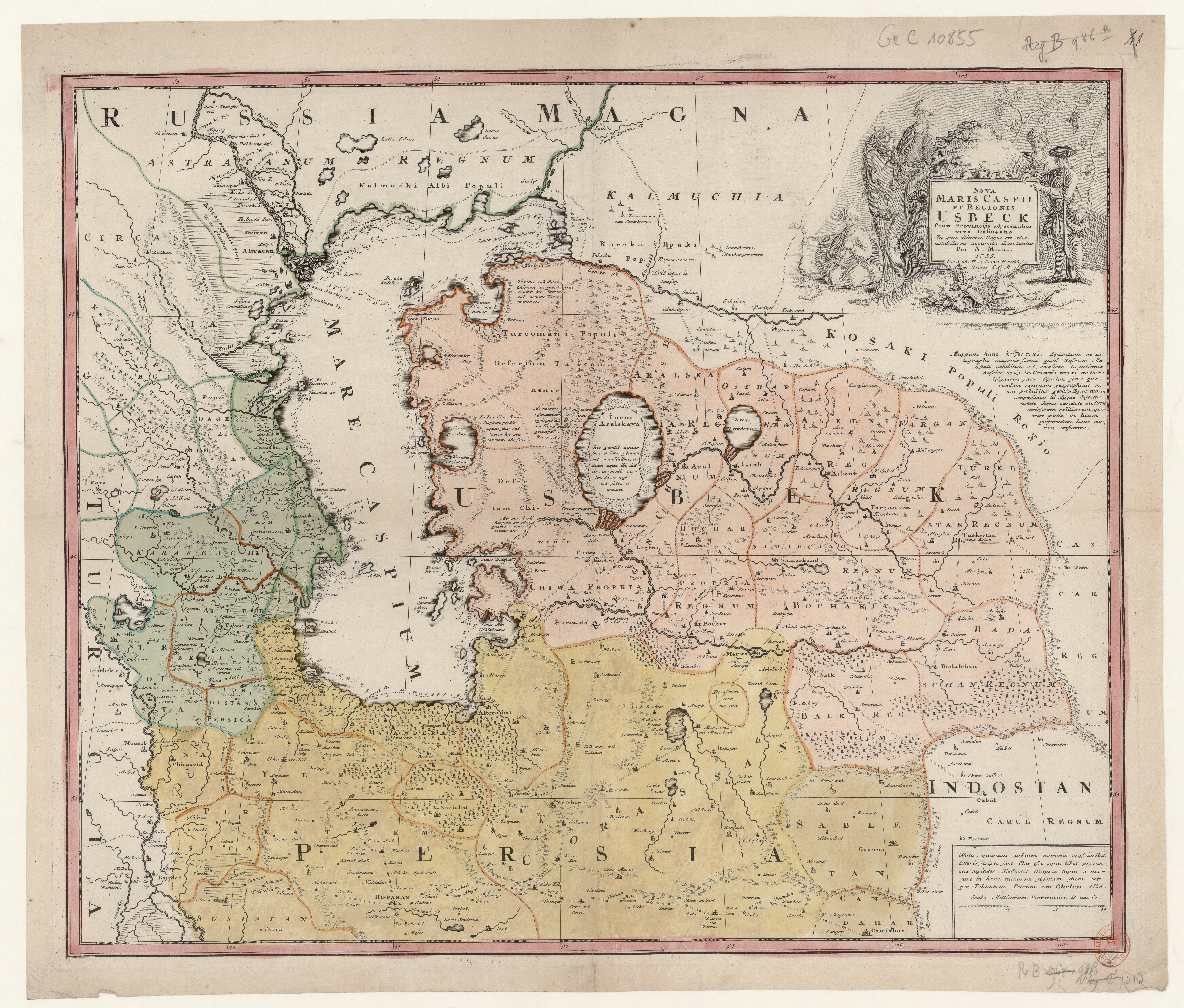
Хорезмийские города Хива и Ургенч на карте Средней Азии европейского картографа А.Мааса 1735 года

В 1505 году после многомесячной осады (ноябрь 1504 — август 1505) Мухаммад Шейбани-хан овладел Ургенчем. Хорезмское государство с 1511 года управлялось дашти-кыпчакскими узбекскими племенами под руководством султанов Ильбарса и Балбарса, потомками Йадгар-хана. Они принадлежали к ветви, происходящей от Араб-шах-ибн-Пилада, потомка Шибана в 9-м поколении, поэтому династию также называют Арабшахидами. Шибан в свою очередь был пятым сыном Джучи. Но ни они и ни другие не называли государство Хивинским ханством, только Хорезмом. В русской же историографии государство называется Хивинским ханством.

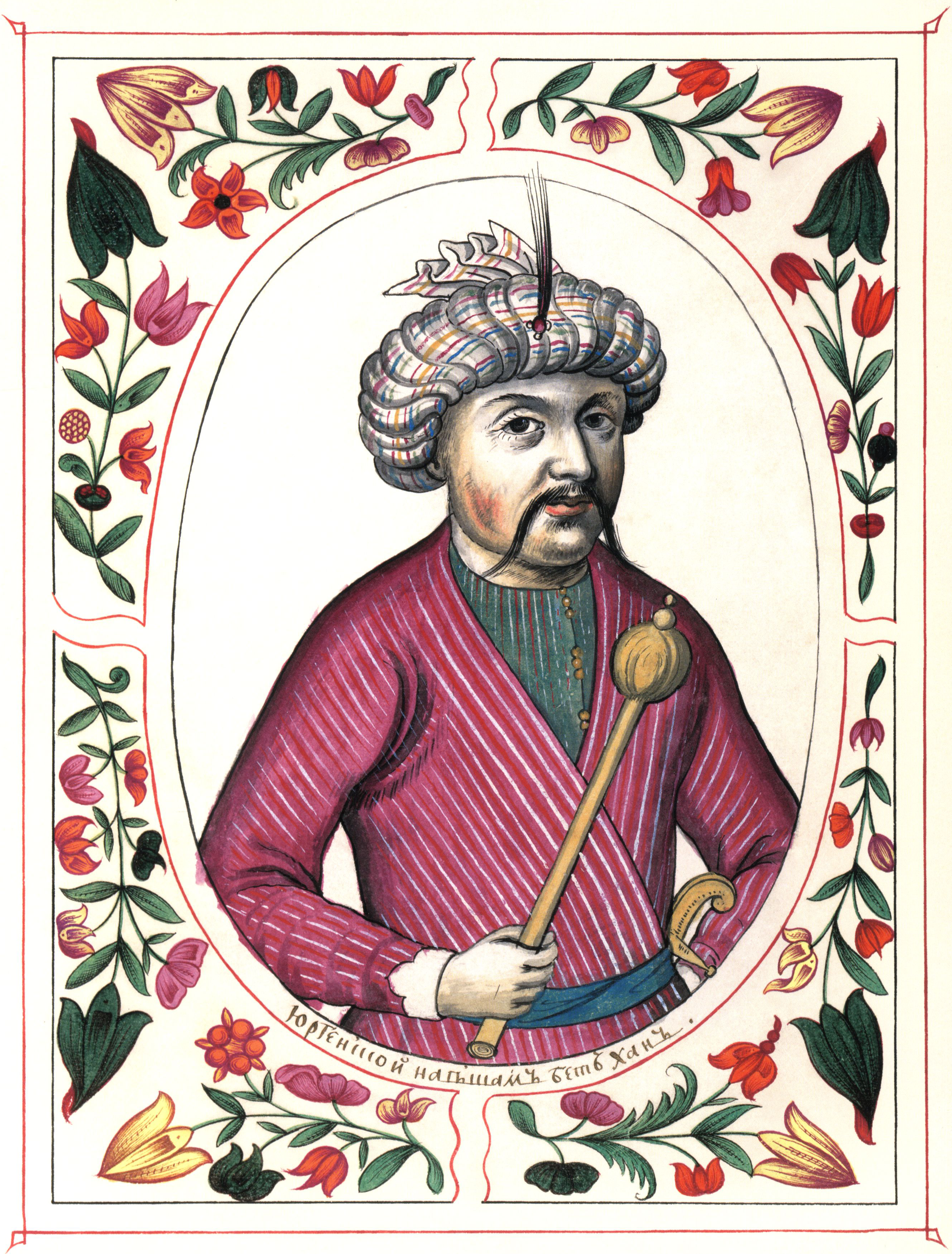
«Юргенский» хан. Портрет Ануша-хана из Царского титулярника (1672)

В 1512 году в битве за Ургенч одерживает победу войска шибанида Ильбарс-хана. Ильбарс-хан, овладев Ургенчем, приглашает из Дешт-и Кипчака своих дядей Абулек-хана и Аминек-хана, которые переселив свои роды узбеков в Ургенч поддерживают своего племянника в дальнейших его планах. В конечном итоге к 1512 году во главе государства встали ханы, явившиеся родоначальником новой династии, родственной Шейбанидам в Мавераннахре и более известной в европейской исторической литературе, как Арабшахиды, правившие в Хорезме около 200 лет. Хорезм вновь стал самостоятельным государством.
При правлении Хаджи Мухаммад-хана, считавшегося «опытным, справедливым и набожным государём», были предприняты попытки объединения страны и усиления позиции центральной власти, однако добиться очевидных успехов в данном направлении не удалось. При Хаджи Мухаммад-хане начинался постепенный процесс переноса основной ставки хорезмских правителей в город Хиву, завершившийся в период правления Абульгази-хана (1643—1663).
В период правления узбекского хана Абдулла-хана II, в 1593—1594 годах Хорезм была покорен Бухарскому ханству, войска Абдулла-хана без боя вступили в Хиву.
До 1598 года столицей Хорезма был Ургенч. В 1598 году Амударья отступила от Ургенча и столица была перенесена на новое место в Хиву.
В период правления Ануши-хана в Хиве были построены ряд зданий, в том числе медресе и баня, известные под именем Ануша-хана, прорыты два больших канала — Шахабад и Ярмыш.
После отстранения от власти Мусахана на престол взошел Йадигар-хан (1704—1714). Он был единственным ханом династии Хорезма, совершившим хадж в Мекку. Время его правления прошло в сражениях с кочевыми племенами. Около 1714 года он скончался и на престол взошёл Шергази-хан. Он был потомком Султан Гази-хана, старшего сына Ильбарс-хана. Шергази-хан родился в Бухаре, куда переселились его предки — возможно, из-за политических неурядиц в Хорезме. Шергази-хан окончил медресе в Бухаре и был весьма образованным человеком. Он выделялся способностями из других представителей династии, поэтому его называли сахибкиран, так же как и Амир Тимура. Время его правления прошло в завоеваниях, он захватил Мешхед, Мерв. По приказу Шергази-хана было построено медресе в Хиве. Шергази-хан был убит рабами в 1728 году, и на престол взошёл Ильбарс-хан II.
В 1740 году столица ханства Хива была взята персиянами Надиршаха и окончательно разорена. Жители были перерезаны. Семь тысяч пленных вывезены в Хорасан, где образовали целый город, названный в память взятия Хивы Хивак-Абадом или Хива-Абадом.
С XVII века в российской историографии Хорезм стал называться Хивинским ханством. Официальным названием государства всегда являлось древнее название — Хорезм.

## Население и литература Хорезма в древности и Средневековье
Хорезмийский ученый Абу Рейхан Бируни в произведении «Памятники минувших поколений» приводит сведения о древних жителях Хорезма: «Они (жители Хорезма) считали годы от начала заселения (своей страны), которое произошло за 980 лет до Александра, а потом стали считать годы от прихода в Хорезм Сиявуша, сына Кайкауса и воцарения там Кейхусрау и его потомков, который переселился в Хорезм и распространил свою власть на царство тюрков. Это было 92 года (от начала) заселения Хорезма».
С III века нашей эры в Хорезме отмечены представители народа гуннов. Некоторые исследователи относят гуннский язык к тюркским.
В конце IV века на территории южного Хорезма — Хазараспе появились хиониты, представлявшие собой конгломерат тюркских и ираноязычных племен.
Начиная с VI века Хорезм находился в зависимости от Тюркского каганата. C VII века Хорезм был тесно связан с тюркским государством — Хазарским каганатом и происходили процессы миграции населения. Хорезмийцев было много в составе гвардии хазарского хакана. Большую роль играли купцы-хорезмийцы.
Персидские авторы географы X века упоминают хорезмийский город Баратегин. Судя по названию, город был населён или основан тюрками.. Истахри называет его в числе 13 городов Хорезма, а ал-Макдиси включает его в число 32 городов Хорезма.
Выдающийся ученый и этнограф аль-Бируни (973—1048) в своих произведениях приводит названия тюркских месяцев и тюркских лечебных трав, которые использовало тюркское население Хорезма. Аль-Бируни в своем произведении «Памятники минувших поколений», написанном в Хорезме около 1000 года, приводит тюркские названия годов по животному циклу, которые использовало тюркское население Хорезма: сичкан, од, барс, тушкан, луй, илан, юнт, куй, пичин, тагигу, тунгуз. В этом же сочинении он приводит названия месяцев по-тюркски: улуг-ой, кичик-ой, биринчи-ой, иккинчи-ой, учинчи-ой, туртинчи-ой, бешинчи-ой, олтинчи-ой, йетинчи-ой, саккизинчи-ой, токкузинчи-ой, унинчи-ой.
В XIV веке Хорезм стал культурным центром чагатайского языка. При Тимуридах, в первой половине XV века Герат, Самарканд и Шираз были главными литературными центрами чагатайского языка. После того, как Тимуридов сменили Шейбаниды Бухара, Самарканд, Хорезм, Балх и Фергана стали культурными центрами чагатайского языка.
В Хорезме были созданы литературные, научные и религиозные произведения и перевод арабских и произведений на чагатайский тюркский язык. В Стамбуле, в библиотеке Сулеймание, хранится Коран с подстрочным переводом на тюркский язык, сделанным в Хорезме и датирующимся январём — февралём 1363 года. Узбекский язык представляет собой результат взаимодействия тюркских языков с языками хорезмийцев, согдийцев, бактрийцев, саков.
Исследователи различают первый этап развития чагатайского языка и называют его Хорезмский тюркский или ранний чагатайский (XIII—XIV вв.),. По мнению М. Ф. Кёпрюлю Хорезмский тюркский является прямым предшественником классического чагатайского языка. Литература на чагатайском языке берёт свои истоки в Хорезме.
Путешественник Ибн Баттута, посетивший Хорезм и его столицу Ургенч в 1333 году, описывал его следующим образом: «Это самый большой, значительный, красивый и величавый город тюрков с прекрасными базарами, широкими улицами, многочисленными постройками и впечатляющими видами
Известным хорезмийским тюркским поэтом, писателем конца XIII — начала XIV вв. был Рабгузи (настоящее имя Наср ад-дин, сын Бурхан ад-дина). Основное произведение Рабгузи «Рассказы Рабгуза о пророках» («Киссаи Рабгузи»), 1309—1310) состоит из 72 сказов по религиозной тематике, в основном из Библии и Корана. Рассказы носят дидактический характер, в них проповедуется добродетель и осуждаются пороки. Древняя рукопись «Киссаи Рабгузи», хранящаяся в Британском музее Лондона, относится к 1489 году. До наших дней дошло большое количество списков, общее число которых в рукописных хранилищах доходит до 35.
Часть хорезмийцев уже в XIII в. была двуязычной. В XIV в. процесс вытеснения хорезмийского языка тюркским языком завершился. В хивинских говорах узбекского языка отмечены лишь немногие слова хорезмийского происхождения, например, яп — «оросительный канал, арык».
Другим известным хорезмийским тюркским поэтом был Хорезми Равани, который в 1353 году написал поэму на тюркском языке «Мухаббат-наме». Сохранилось два списка поэмы: ранний, выполненный уйгурским письмом в 1432 году, и второй, переписанный в 1508—09 арабским письмом. Уйгурский список состоит из 10 писем-стихотворений на тюркском языке. Обе рукописи хранятся в Британском музее.
Исследователи, изучая памятники тюркских письменных памятников Хорезма XIII—XIV веков, пришли к выводу о том, что хорезмийский тюркский язык зависел от тюркского караханидского, а затем уступил место чагатайского тюркскому языку в конце XIV века. Хорезмийский тюркский язык имеет большое значение в истории тюркского языка, потому что он является языком перехода от тюркского караханидского к тюркскому чагатайскому.
В Хорезме уже к началу XV века была высоко развита поэзия на тюркском чагатайском языке. Тюркским хорезмийским поэтом эпохи Тимуридов был Хафиз Хорезми, создававший стихи на тюркском чагатайском языке. Он считал себя хорезмийским тюркским поэтом, и писал: «Тенг бўла билмас эди Хофиз била Хоразмда, Туркий айта тирилур бўлса бу дамда Санжарий» (перевод: «Никто в Хоразме не сравнится с Хафизом, спевшим тюркский стих, Смог бы Санджари вновь явиться — тот сложил бы стих иной»).
Хорезмийский поэт Хайдар Хорезми был автором двух поэтических сочинений на чагатайском тюркском языке «Гул ва навруз» и написанном в 1412—1415 годах «Махзан ал-асрар».
Первой известной хроникой эпохи Шибанидов, сочиненной в Хорезме, является «Чингиз-наме» Утемиш-хаджи, который был выходцем из влиятельной узбекской семьи, бывшей в служении у Ильбарсхана (1511—1518). Единственное известное его сочинение, «Чингиз-наме», написано на чагатайском (староузбекском) языке в 1558 году по поручению Шейбанида Иш-султана (убит в 1558 году). Книига основана на устных преданиях, бытовавших среди кочевых узбеков. Автор много странствовал по Хорезму и Дешт-и-Кипчаку, поэтому его повествование в значительной степени основывается на рассказах очевидцев. Хроника Утемиш-хаджи послужила важным этапом хорезмской историографической школы.
Узбекский историк, правитель Абулгази-хан (1603—1664) известен как автор двух исторических сочинений на чагатайском (старузбекском) языке: «Родословная туркмен» (закончена к 1661) и «Родословная тюрок» (напечатана в Казани, 1852 г., и в Петерб., 1871 г.); она переведена на некоторые европейские языки, в том числе и на русский, Саблуковым и помещена в изд. И. Н. Березиным «Библиотеке восточных историков» (т. III, Каз., 1854 г.). Узбекский правитель Абулгази Баходирхан историк и писатель, собирал при своем дворе коллекцию древностей, отведя специальное помещение для ее демонстрации. В народе это место называли «Ажойибхона» – «Комната чудес» (Кунсткамера).
По утверждению востоковеда А. Вамбери, в Хивинском ханстве большинство населения составляли узбеки. Вамбери отмечал, что узбеков «можно считать оседлыми и цивилизованными обитателями Средней Азии».
Российские ученые в 1840 году сообщали о населении Хорезма следующее: "главное племя в Хиве узбеки, и сам хан происходит от них; однако они не пользуются никакими особенными привилегиями, и все без исключения служат в армии хана, гордятся своим происхождением, храбры, заносчивы, сердиты и мстительны, но держат данное слово и верно платят свои долги.
Туркмены (туркоманы), обитают на западной границе ханства и ведут кочевую жизнь в палатках. Каракалпаки кочуют более всего около горы Айбугур и на правом берегу Аму-Дерья. Сарты — трусливы, смирны, подлы, изменяют данному слову, охотно обманывают и дурно платят долги, не годятся для войны".
В источниках сообщается о беспрестанных войнах огузов с Хорезмом. Аль-Бируни рассказывает, что каждую осень хорезмшахи отправлялись в поход, «отгоняя тюрок-гузов от своих границ и охраняя от них окраины своих стран». Против огузских набегов вдоль границ Хорезма была воздвигнута линия сторожевых башен и крепостей. Длинная цепь таких башен шла вдоль обрывов Устюрта.

Согласно исследованиям советских этнографов, туркменский язык генетически связан через огузскую основу с языком орхонских надписей Тюркского каганата VI—VII вв., а также с древнехорезмийским языком и впитал в себя его элементы и кипчакских языков. Территория Хорезма является одним из центров формирования туркменского этноса, при этом крупный советский этнограф Г. П. Васильева отмечает: 
«Туркмены и их предки огузы издавна, гораздо раньше, чем полукочевые узбеки, появившиеся здесь, как отмечалось, с начала XVI в. и сыгравшие большую роль в формировании современного узбекского населения Хорезма, жили на территории оазиса и его окраин.»
Также, согласно исследованиям ученых-историков, туркмены начинают играть ведущую этническую роль в государстве начиная с X в. и становятся его основным тюркским этносом в течение последующих нескольких веков. Согласно двухтомнику «История народов Узбекистана», изданном в 1950 году, авторами и редакторами которого являются советские ученые как А.Ю.Якубовский, К.В.Тревер, С.П.Толстов и другие, в XVI в. основным по численности населением Хорезма были «тюркские элементы», а туркмены составляли вторую по численности группу населения; третьей по численности группировкой были узбеки.
В силу своей разобщенности туркмены до узбекского завоевания не смогли создать устойчивых государственных объединений, а после завоевания они начинают постепенно входить в сферу влияния то одного, то другого государства. 
На туркменском языке не велось официальной документации и нет никаких документов, по мнению американского историка Ю. Брегеля и узбекистанских востоковедов У. Абдурасулова и Н. Тошова все частноправовые акты в Хорезме до 1856 года составлялись исключительно на персидском языке, а позже стали составляться на тюркском чагатайском языке.
Начиная с XVII и начала XVIII в., развертывается широкое передвижение крупных масс туркменских племен в земледельческие оазисы, в том числе и в Хорезмский оазис. Наиболее интенсивно процесс заселения туркменами Хивинского ханства происходил в первой половине XIX в. По мнению Г.Маркова, относительно XII века есть упоминание о пребывании туркмен в Хорезме, но только в XVIII—XIX вв. туркмены стали его постоянными жителями.
Арминий Вамбери, посетивший Среднюю Азию в 1863—1864 гг., пишет следующее: «Хотя я старался употреблять узбекский язык вместо непонятного здесь стамбульского диалекта, государь велел себе кое-что перевести». «Величайший узбекский поэт Навои известен всем и каждому, но не проходит ни одного десятилетия, чтобы не появился лирик второй или третьей величины. В Хиве я познакомился с двумя братьями. Один брат, Мунис, писал стихи, некоторые из них я собираюсь позже издать; второй, Мираб, с величайшим терпением переводил на узбекско-тюркское наречие большой исторический труд Мирхонда, чтобы сделать его более доступным для своего сына, владевшего, впрочем, и персидским языком».

## Хорезм при правлении узбекской династии кунгратов — во второй половине XVIII — начале XX века

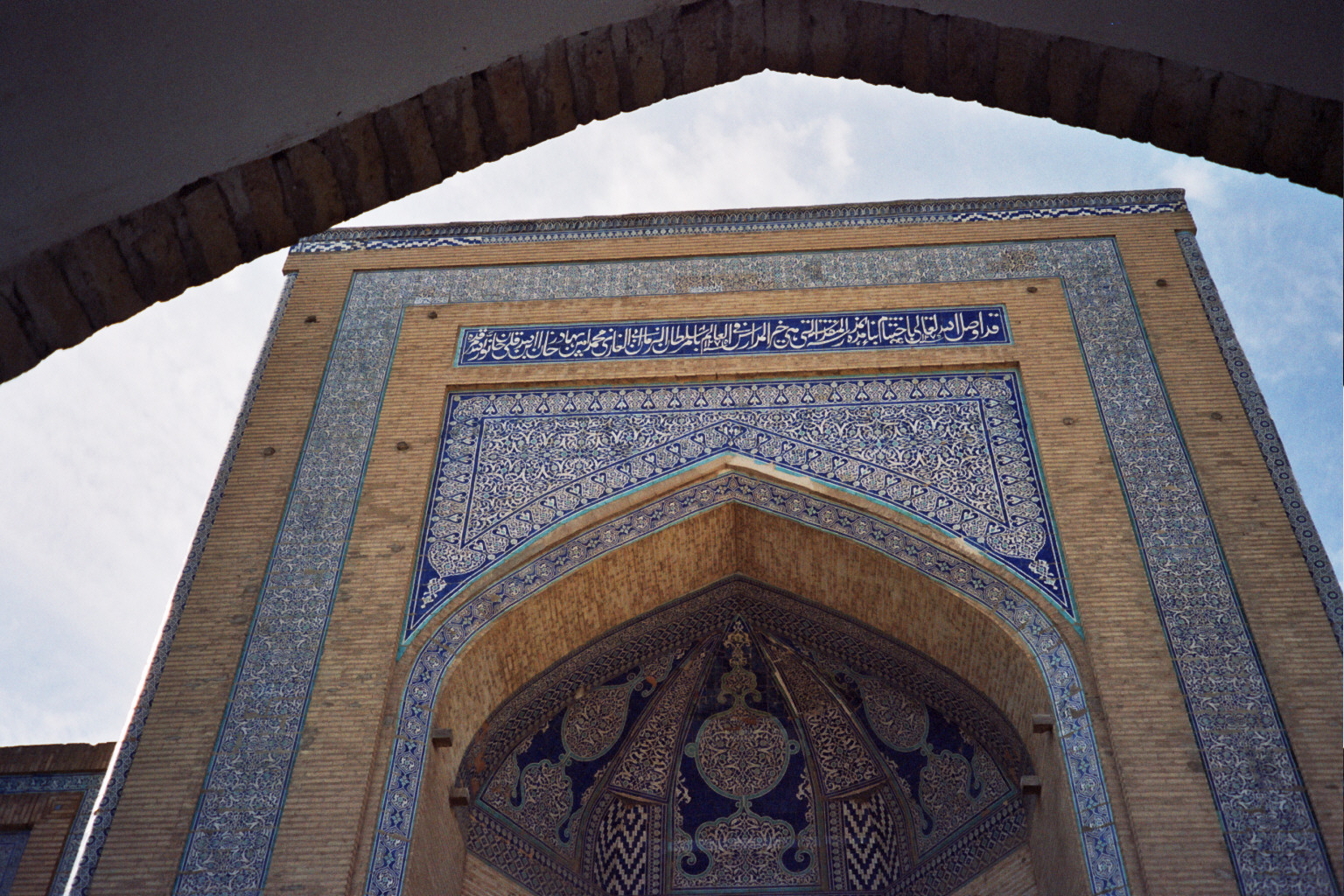
Медресе Мухаммад Амин-хана. Хива, XIX век

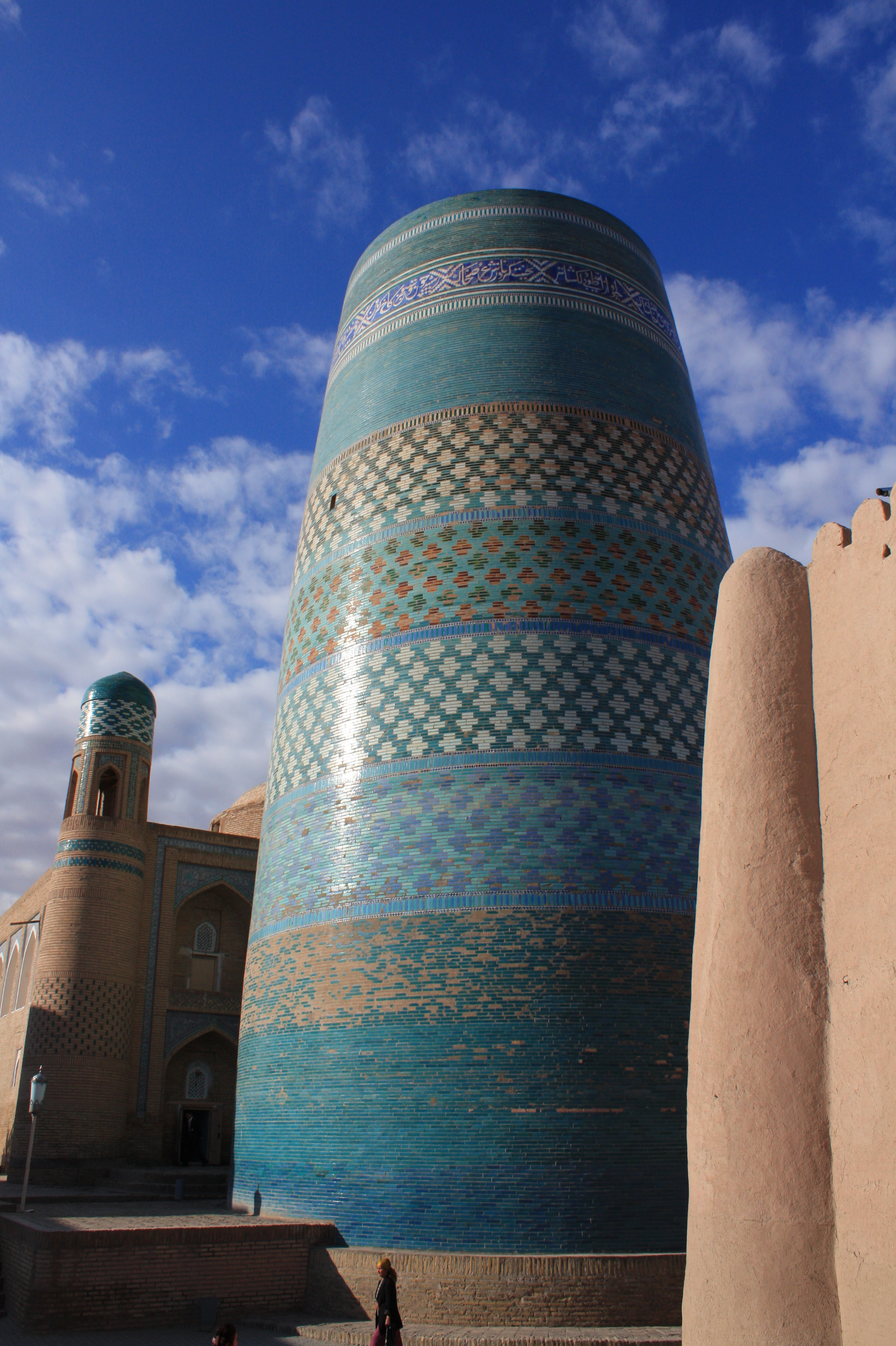
Минарет Кальта минар. Хива. 1785 год.

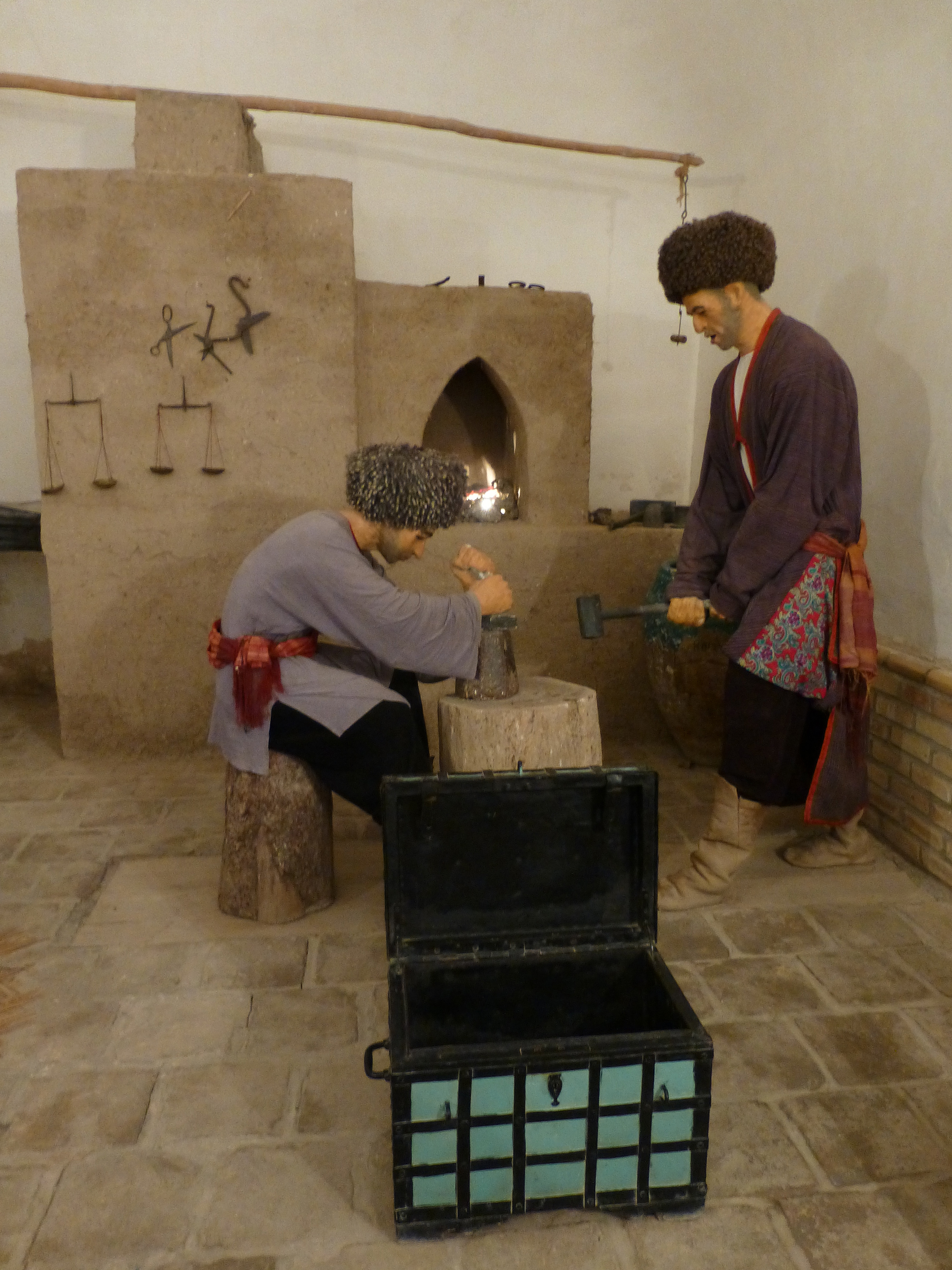
Чеканка монет в Хиве

В 1770-х годах к власти в Хорезме пришли представители узбекской династии кунграт. Основателем династии был Мухаммад Амин-бий. В этот период были построены шедевры архитектуры Хорезма в столице Хиве.
В середине XVIII века Хива была частично разрушена при нашествии Надир-шаха. При узбекском хане Мухаммад Амин-хане (1770—1790) город был восстановлен. При узбекском правителе Аллакули-хане (1825—1842) Хива была обнесена стеной, длина которой составляла 6 километров. Основа нынешнего архитектурного облика Хивы складывалась с конца XVIII вплоть до XX века. Архитектурный ансамбль Хивы отличается единством. Внутри него сначала была построена Ичан-Кала (внутренняя крепость), где находились дворец хана, жилище для ханской семьи, мавзолей, медресе, мечети. Один из сохранившихся памятников Хивы — мавзолей Саида Аллаутдина — построен в XIV веке. До нас дошли также другие архитектурные памятники Куня-Арк, соборная мечеть, Ак-Мечеть, мавзолей Уч-овлия, мавзолеи Шергазихана, караван-сарай Аллакулихана, медресе инака Кутлуг-Мурада, медресе инака Мухаммад-Амина, дворец Таш-Хаули, состоящий в 163 комнат (построен при Аллакулихане). Они свидетельствуют о мастерстве хивинских строителей, камнетёсов, художников по дереву. Хива являлась гордостью ханства.

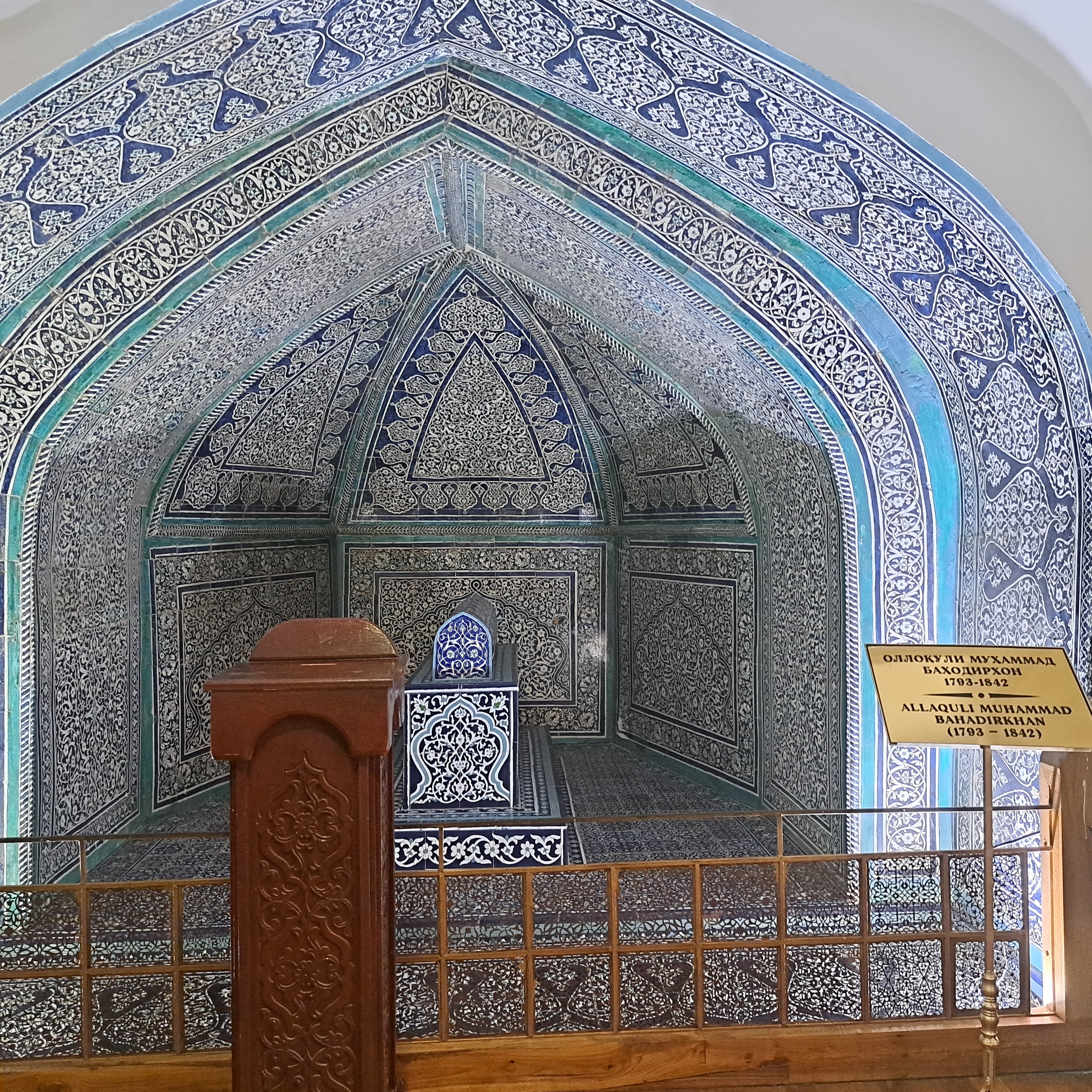
Мавзолей Аллакули-хана, Хива, Узбекистан

Для укрепления и развития государственности Мухаммад Рахим-хан I провел ряд важных реформ в стране. Для улучшения управления страной при дворе был учрежден верховный совет, мнение которого учитывал хан. Была проведена новая налоговая реформа, упорядочены дела таможни. Мухаммад Рахим-хан I первым из кунгратских правителей стал выпускать серебряные и золотые монеты. При правлении Мухаммад Рахим-хан I усилилась централизация государства. Он завершил борьбу за «собирание» земель вокруг Хивы. В 1808—1809 годах был совершен поход на човдуров. В 1811 году были окончательно покорены аральские племена. В 1812—1813 годах были покорены казахи низовьев Сырдарьи. В 1820-х годах был покорен Мерв.
При правлении Аллакули-хана поддерживались дипломатические отношения с Россией, Османской империей, Великобританией, Ираном, Афганистаном. В 1840 году в Хиве побывали английские посланники Дж. Аббот и Р. Шекспир. После некоторого охлаждения отношений в 1840 году в Санкт-Петербург был отправлен хивинский посланник Атанияз ходжа Реис муфтий. В 1842 году император Николай I в Петербурге принял хивинских послов Ваисбай Ниязова и Ишбай Бабаева.

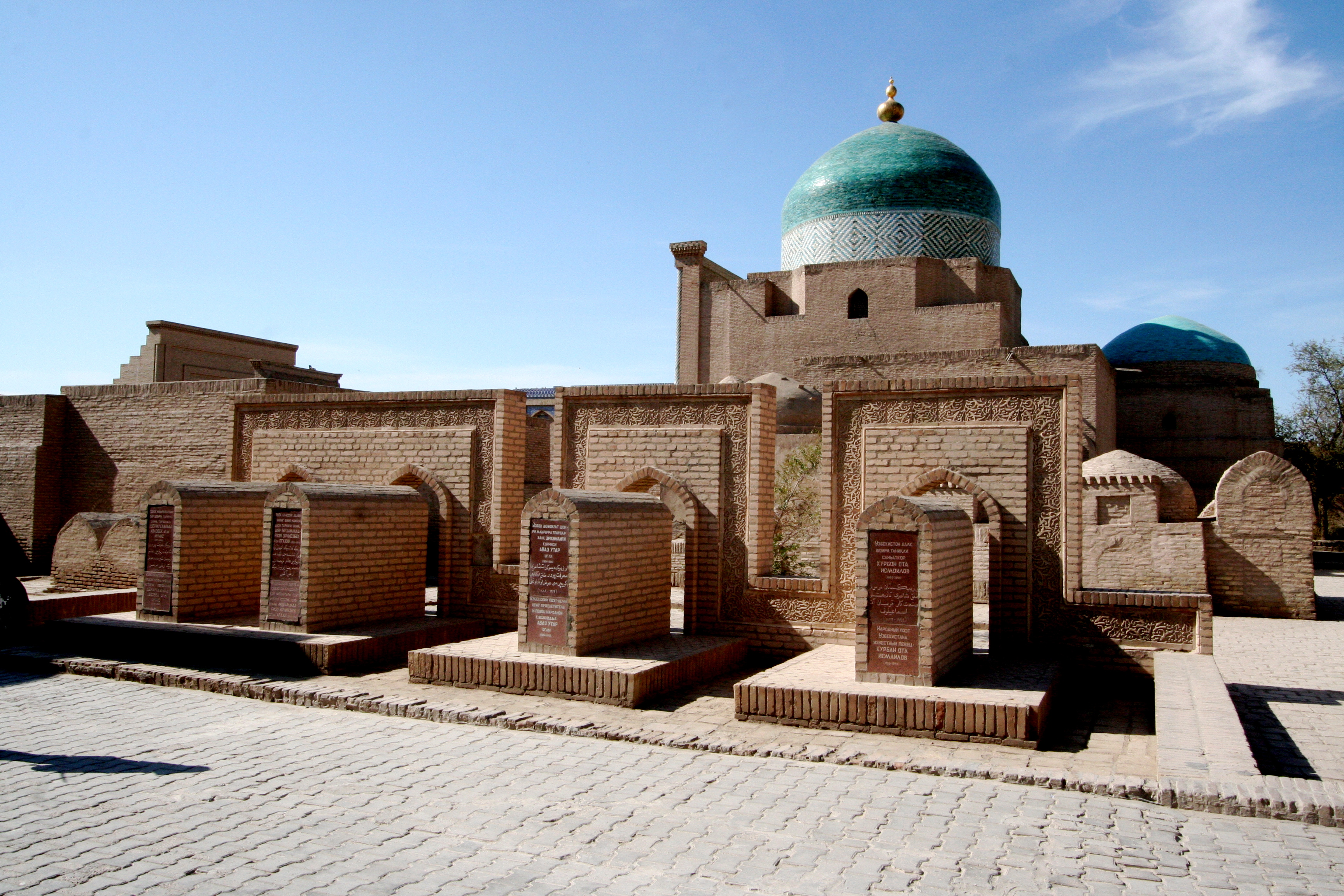
могила Агахи в Хиве, Узбекистан

Выдающимся узбекским историком и поэтом Хорезма был Мунис Шермухаммад 1778 — 1829). Он был выходцем из узбекского рода юз. Отец его — Эмир Аваз-бий мираб был родом из хорезмийского села Кият и принадлежал к узбекской племенной аристократии. Дядя поэта, историка Агахи Мухаммад Риза. Автор исторического труда «Райский сад счастья». С 1800 года служил при дворе хивинских ханов Аваз-инака, Эльтузара, Мухаммад Рахим-хан I придворным хронистом и секретарем. В 1804 году составил диван своих произведений, который позже был дополнен и получил название «Мунис ул-ушшок». В 1806 году по поручению хивинского хана Эльтузара (1804—1806) начал писать историческое произведение «Фирдавс ул икбал». 
Узбекский поэт и историк Мухамма́д Риза́ Агахи́ (1809—1874) принадлежал к узбекской знати из рода юз. Когда Мухаммад Ризе исполняется три года, его отец Эрниязбек умирает, и Мухаммад Риза остается в руках своего дяди Муниса Шермухаммада, который являлся известным поэтом, писателем, историком и переводчиком, и широко известен под именем Мунис Хорезми. Автор исторических трудов «Рияз уд-давла» («Сады благополучия»), «Зубдат ут-таварих» («Сливки летописей»), «Джами ул-вакиати султани» («Собрание султанских событий»), «Гульшани давлат» («Цветник счастья») и «Шахид ул-икбал» («Свидетель счастья»). 

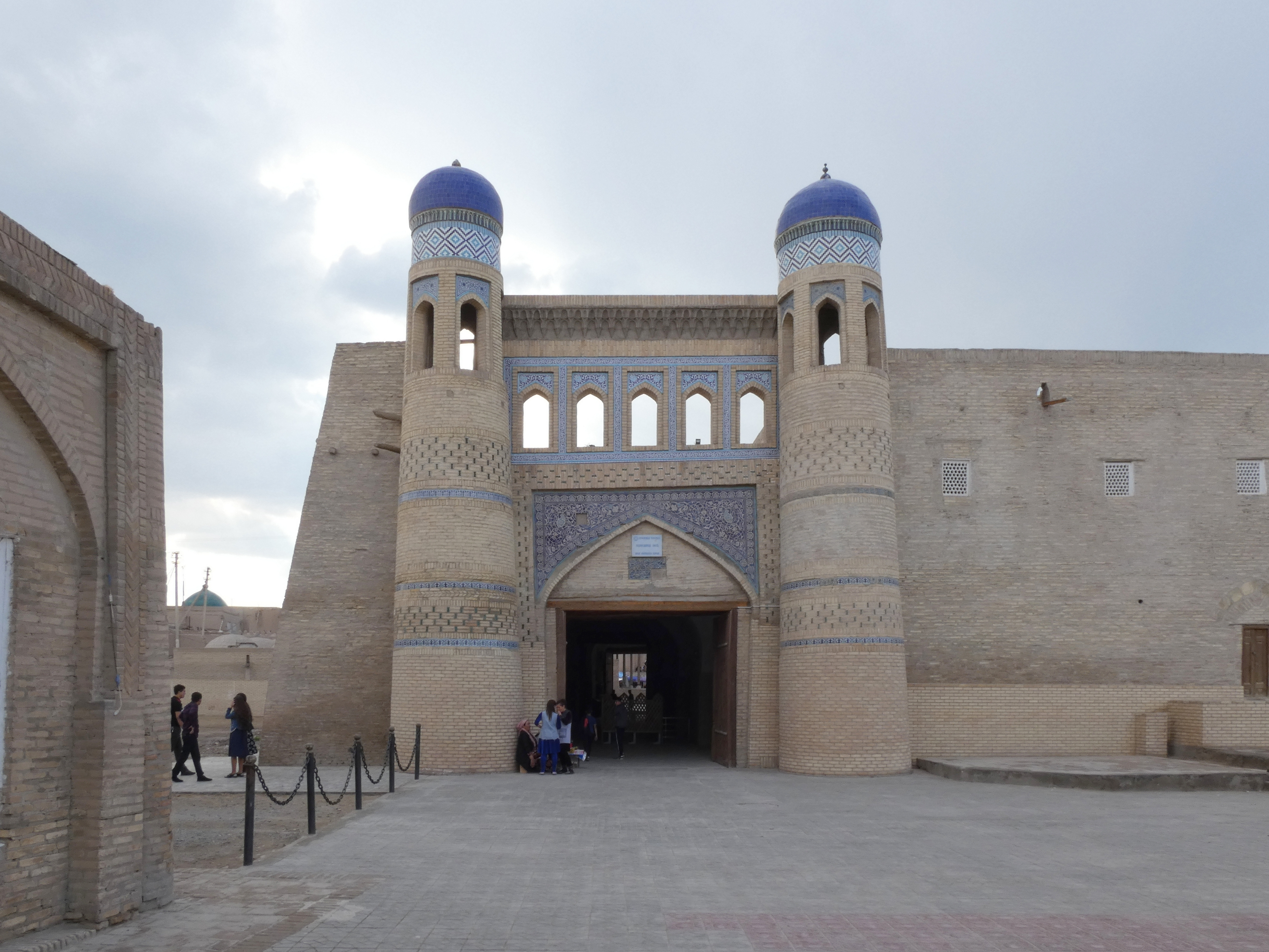
Ворота Палван дарваза в Хиве, Узбекистан

В XIX веке был составлен словарь «Лугат-и чагатай ва турк-и османи» шейха Сулеймана Эфенди Бухари (1821-1890), который содержал 7600 слов, а также включал примеры стихов известных поэтов, писавших на чагатайском языке, таких как Агахи, Риджаи, Мунис.
В период правления Саид Мухаммед-хана (1856—1864) в 1850-х годах впервые в истории Центральной Азии была проведена всеобщая перепись населения Хорезма.
Первым ученым из Хорезма и единственным из Центральной Азии, который получил должность в одной из Европейских академии наук в Будапеште был филолог Мулла Исхак (1836—1892).

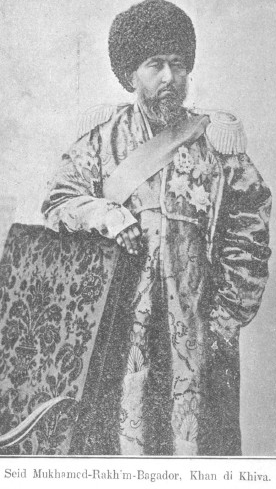
Мухаммад Рахим-хан II

В размахе осуществления культурных мероприятий среди представителей узбекской династии кунграт большую роль играл Мухаммад Рахим-хан II. Он был просвещённым монархом, известным поэтом и композитором. При дворе Мухаммад Рахим-хана II поэтическим творчеством начали заниматься десятки интеллектуалов, которые одновременно сочетали в себе поэтов, каллиграфов, переводчиков, историков и что более 30 поэтов писали поэтические произведения. Он возглавлял их, и даже сам писал стихи под поэтическим псевдонимом Фируз. При этом он во многом подражал творчеству Алишера Навои. Все его окружение писало на чагатайском (тюркском, староузбекском) языке, и также подражало творчеству Навои. Почти каждый из его придворных поэтов создал свои поэтические сборники (диван).
Под руководством или по приказу Мухаммад Рахим-хана II были переписаны более 1000 рукописей, около 100 знаменитых исторических и художественных произведений Востока были переведены на чагатайский язык. Продолжались и оттачивались средневековые ценности культуры. При нём были составлены придворные поэтические антологии: «Маджма-йи шуара-йи Фируз-шахи», «Мухаммасат-и маджма-йи шу’арайи Фируз-шахи» и «Хафт шу’ара-йи Фируз-шахи».
Одним из основных образцов-идеалов Мухаммад Рахим-хан II выбрал период поздних Тимуридов — эпоху правления Хусайна Байкары (1469—1506), когда культура в Герате достигла наивысшего уровня. Развивались архитектура, прикладные виды искусства, каллиграфия, книжное дело. Интерес к культурному наследию Тимуридов (1370—1405) и проявился в подражании культурным моделям той эпохи. Такое стремление можно также обнаружить в подражании таким личностям эпохи Тимуридов, например, таким, как Хусайн Байкара и придворный поэт Алишер Навои (1441—1501). Поэзия хорезмского двора в начале XX века всё ещё продолжала традиции поэзии Алишера Навои — традиции эпохи средних веков, золотого века чагатайской литературы. Этот факт отмечали А. Н. Самойлович и глава хорезмских поэтов Ахмад Табиби.
В 1908 году А. Н. Самойлович — российский востоковед, один из крупнейших российских тюркологов первой половины XX века и один из авторов первого издания «Энциклопедии ислама» встречался с хивинским ханом, и последний выразил полную готовность содействовать научному изучению его страны и открыл А. Н. Самойловичу доступ к дворцовой библиотеке. Самойлович позднее писал: «С высоким удовольствием вспоминая минуты, проведенные мною в присутствии повелителя Хивы, слуги муз и верного стража заветов простоты и скромности узбекской жизни, я издаю присланное мне моими хивинскими друзьями стихотворение в подлиннике и переводе».
В 1912 году в Хивинском ханстве насчитывалось до 440 мектебов и до 65 медресе с 22.500 студентов. Более половины медресе находилось в г. Хиве (38); некоторые, из них, как, например, медресе Мадамин-хана имело большие вакуфы в 30.000 тананов (танап—0,2 га), медресе Рахим-хана 26.000 тананов.

### Под протекторатом Российской империи

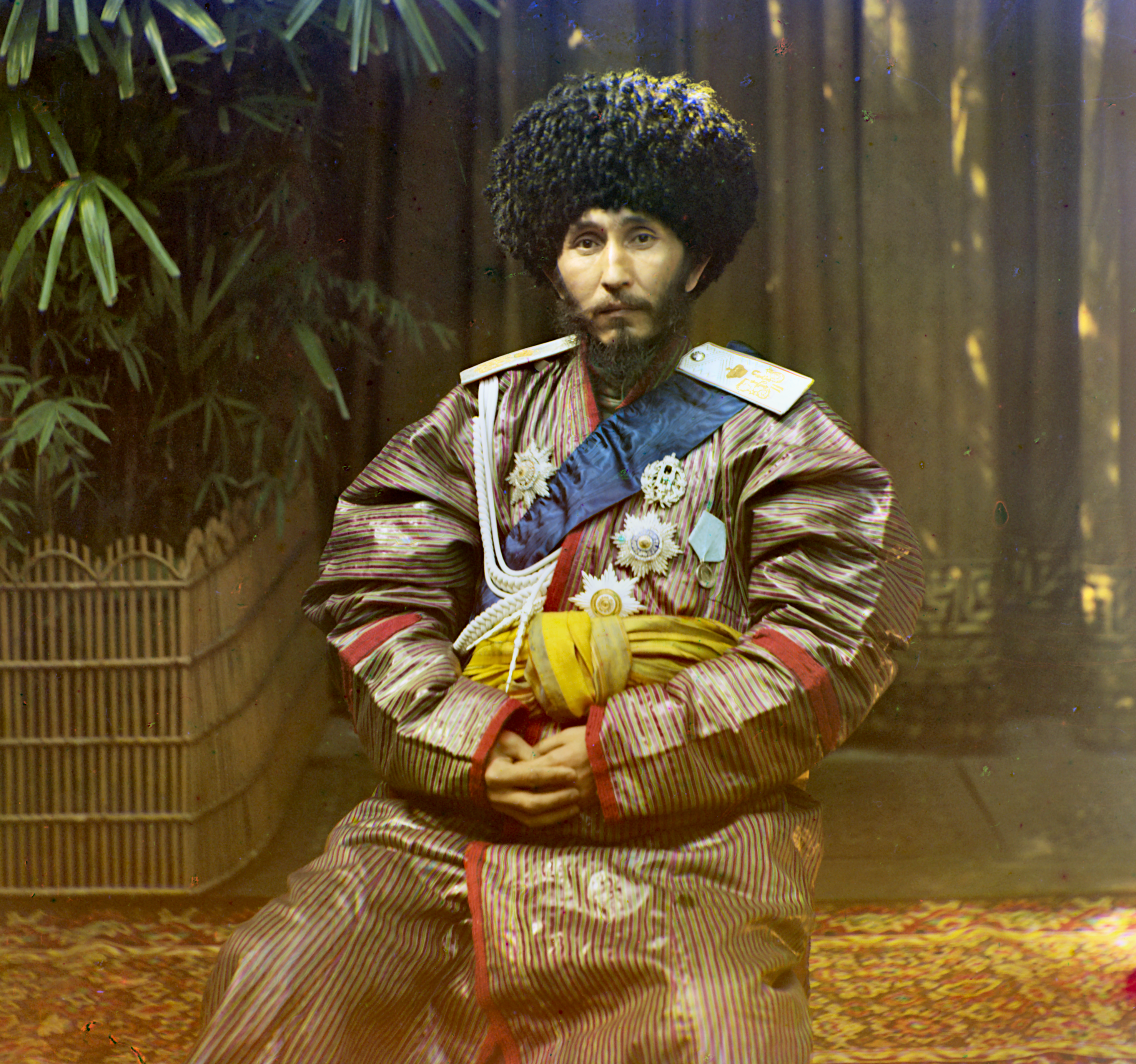
Преемник и предпоследний хан Хорезма Асфандияр-хан

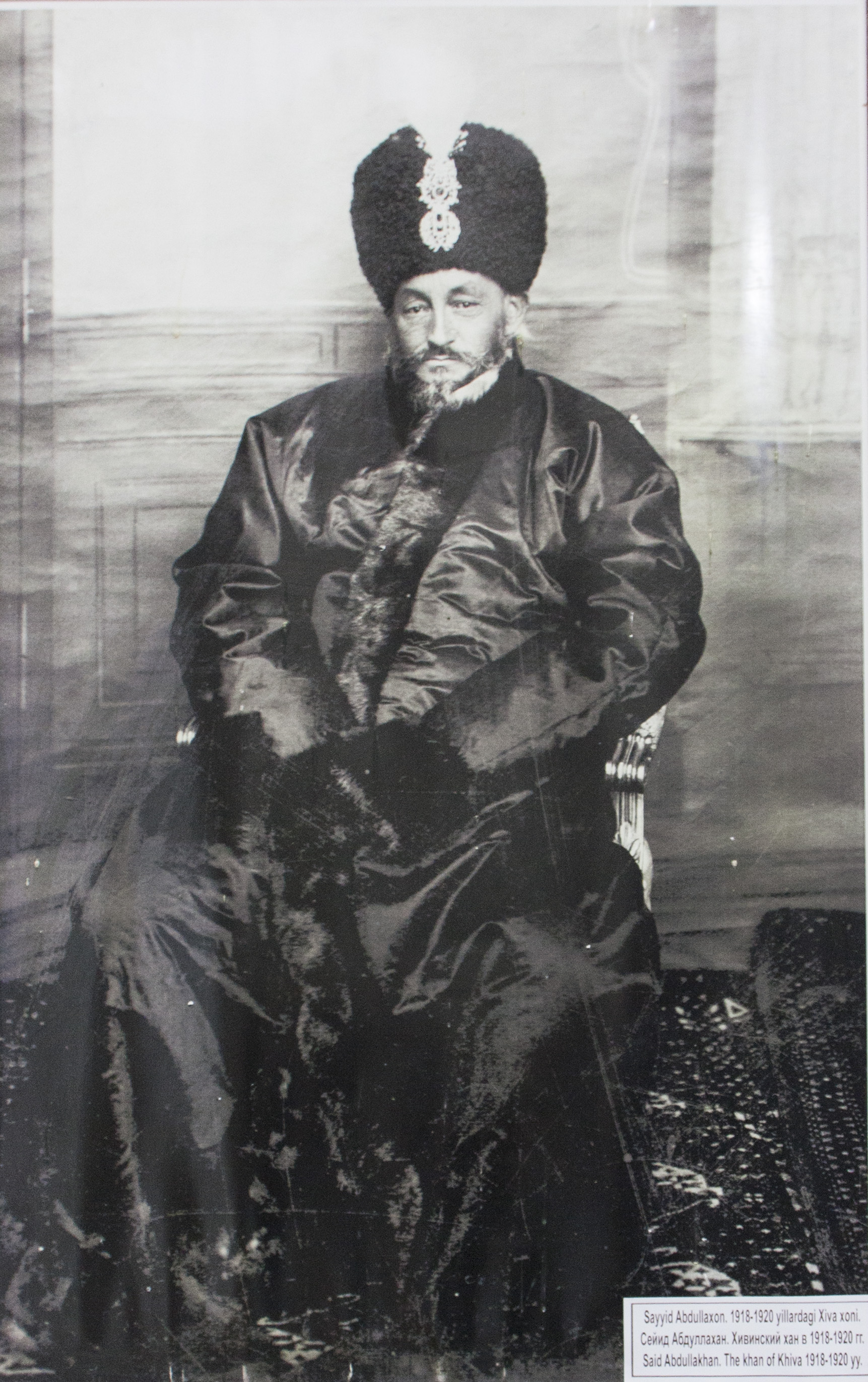
Последний хан Хорезма Саид Абдулла-хан

Первая попытка подчинения Хорезма была предпринята Петром I, пославшим небольшую экспедицию под начальством Бековича-Черкасского в 1717 году. Экспедиция была неудачной, и многие её члены погибли. В XIX веке напряжение между Российской империей и Хивой росло в результате российской экспансии в Средней Азии, их соперничества за влияние в казахских степях. В 1860-х годах начался процесс завоевания узбекских ханств. В 1868 году был подчинен Бухарский эмират. Военное наступление на Хиву началось весной 1873 года под руководством генерал-губернатора Туркестана К. П. Кауфмана силами четырёх отрядов, выступивших в конце февраля и начале марта из Ташкента, Оренбурга, Мангышлака и Красноводска (по 2—5 тыс. чел.) общей численностью 12—13 тыс. человек и 56 орудий, 4600 лошадей и 20 тыс. верблюдов. После боёв на подступах к Хиве 27—28 мая ханские войска капитулировали. Хива была взята 29 мая и Мухаммад Рахим-хан II сдался. Гендемианский мирный договор, подписанный 12 августа 1873 года, определил статус ханства как российский протекторат. Все земли ханства по правому берегу Амударьи отошли к России. Потеря независимости почти не отразилась на внутренней жизни ханства. Эти земли вошли в состав Амударьинского отдела Туркестанского края.

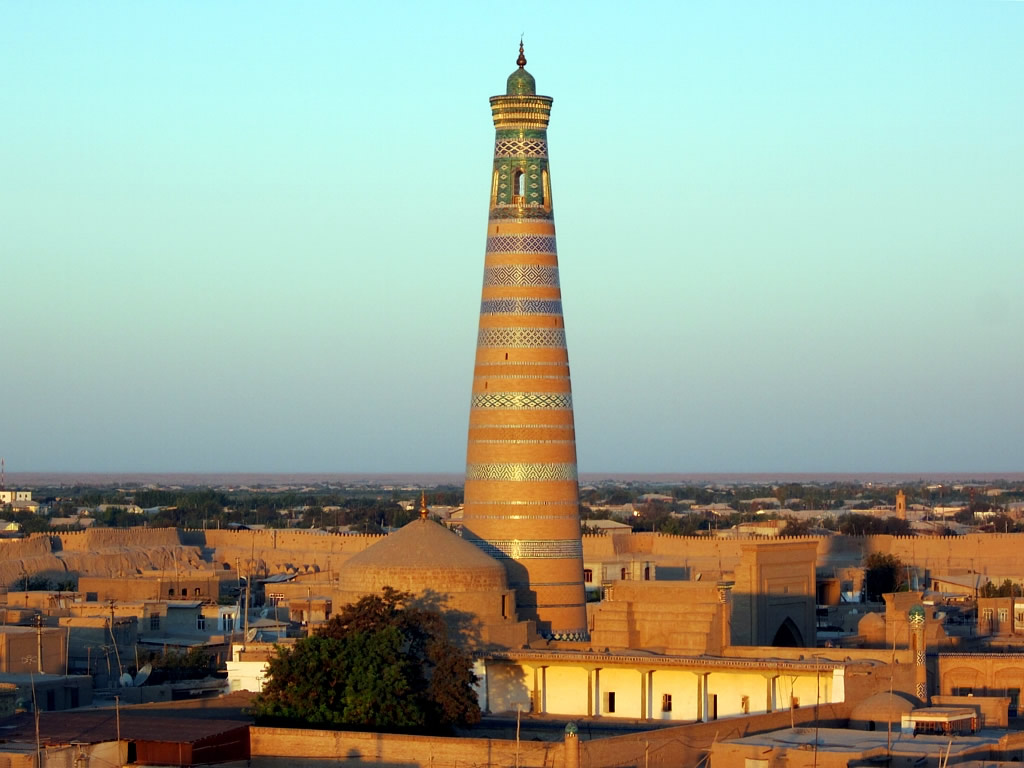
Минарет Ислам-Ходжа

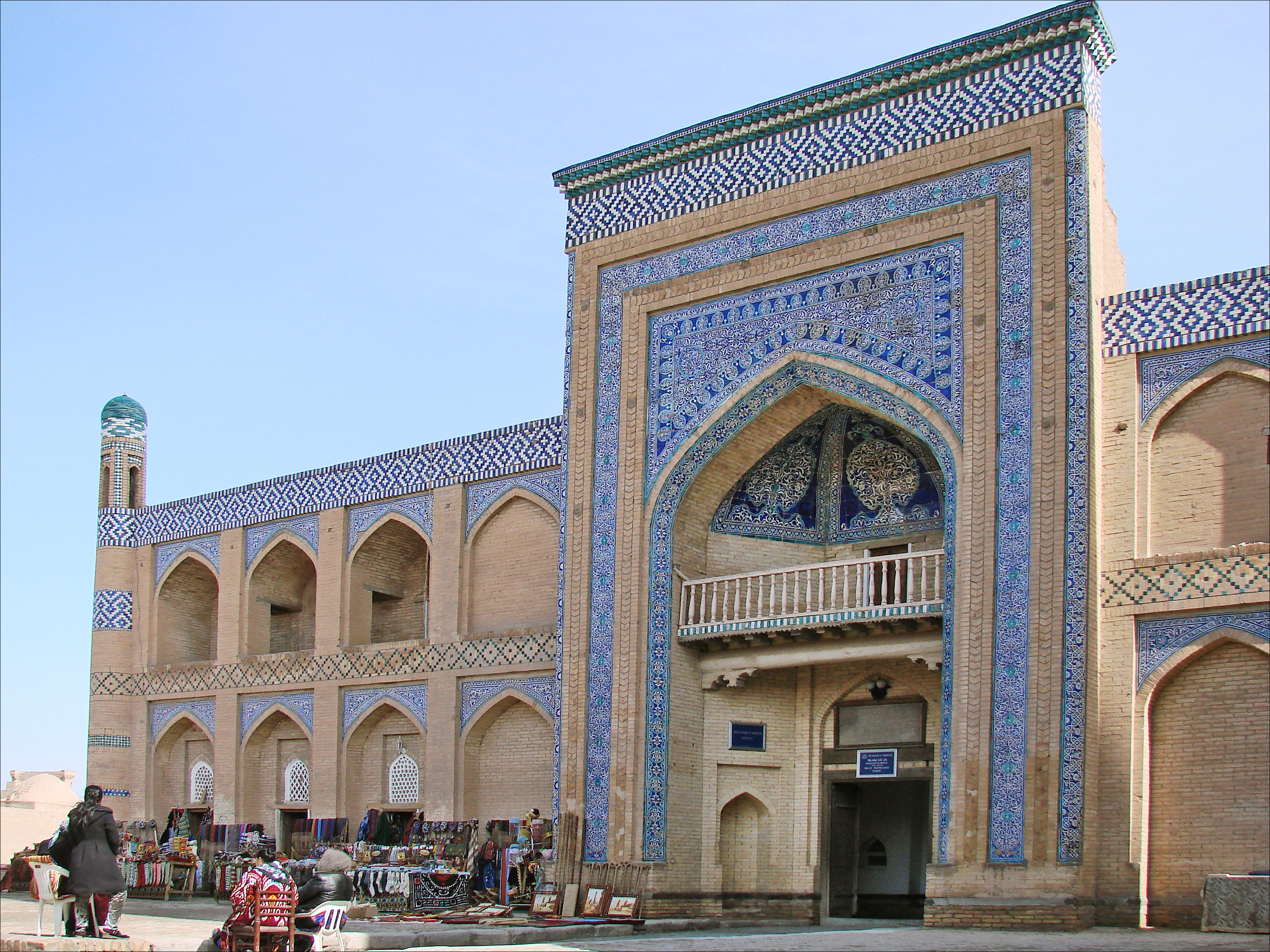
Медресе Ислам-Ходжа

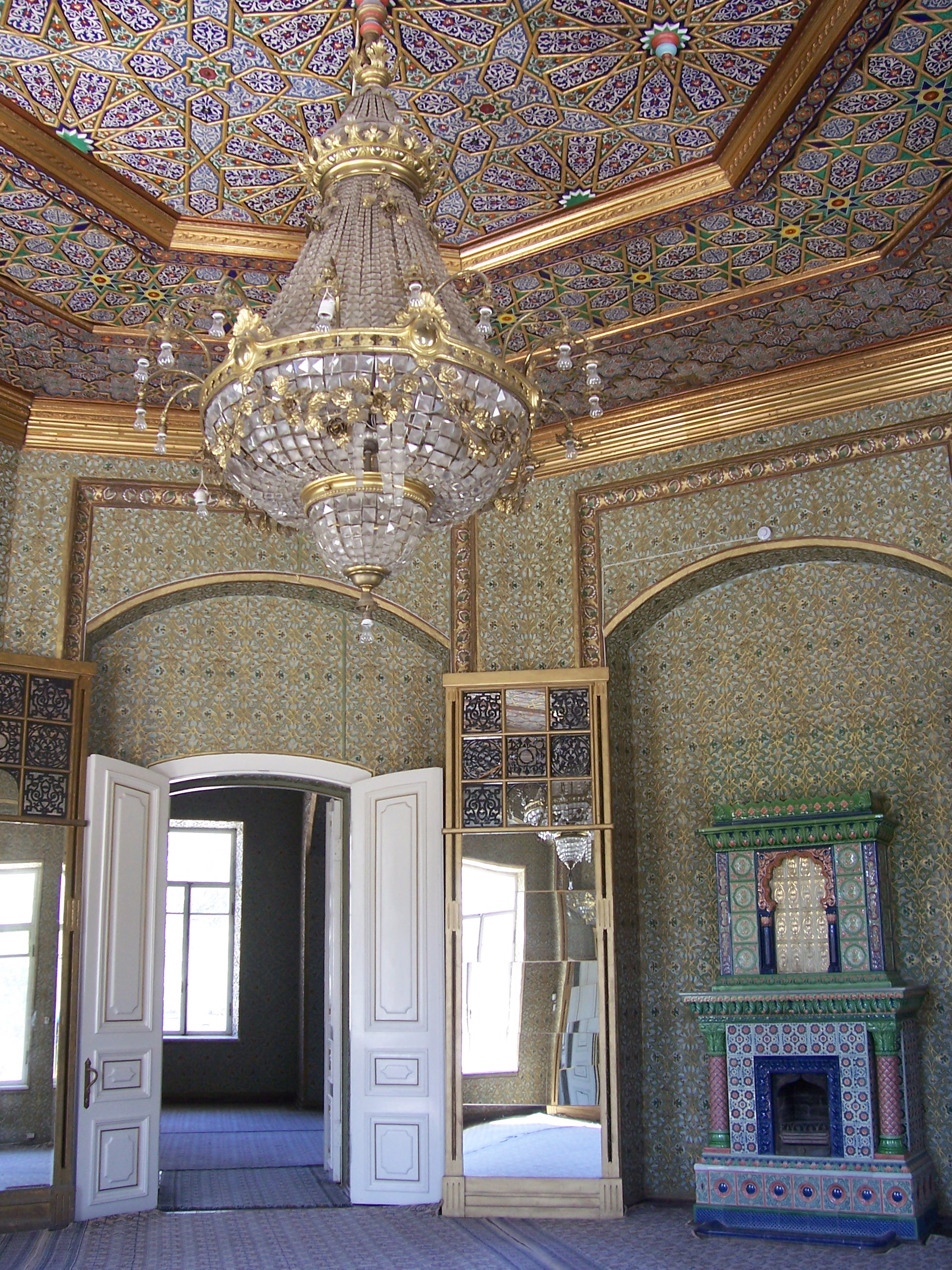
Комната во дворце Нуриллабой

В эпоху правления Асфандияр-хана (1910—1918) премьер-министр страны Ислам-ходжа несколько раз бывал в Санкт-Петербурге и Москве в составе делегации Хивинского ханства, симпатизировал и восхищался европейской культурой, пытался распространять современную культуру в Хивинском ханстве. С разрешения хана, принимал в ханстве ряд иностранных послов и делегаций из европейских стран. Ислам-ходжа пытался модернизировать ханство. Его усилиями и на его собственные средства были построены хлопкоочистительный завод, первая в ханстве электростанция, больница, аптека, почта, телеграф и светские школы джадидизма, а также русская школа.
В 1910 году усилиями и на средства Ислам-ходжи было завершено строительство на юго-востоке Ичан-Калы (внутреннем городе Хивы) крупного комплекса — медресе Ислам-Ходжи и одноименного минарета высотой 44,6 метров, который стал самым высоким минаретом Хивы и всего Хивинского ханства, совсем немного уступив по высоте минарету Калян в Бухаре — в столице соседнего Бухарского эмирата.
Сеид Ислам-ходжа являлся руководителем правого крыла хорезмских джадидистов, которая объединяла баев (богачей), промышленников, купцов и торговцев. Это было одним из редких случаев, когда один из руководителей государства примкнул к джадидизму. Правое крыло хорезмских джадидистов, в отличие от левого крыла, выступала за сохранение монархии в Хорезме, но при условии осуществления либеральных преобразований и масштабных реформ общественно-политической и экономической жизни ханства. В 1913 году в результате заговора Ислам-ходжа был убит.

## Хорезмская народная советская республика
Хоре́змская наро́дная сове́тская респу́блика была создана в феврале 1920 года, в результате Хивинского переворота, когда хан Хорезма отрёкся от престола, и в апреле 1920 года состоялся Первый Хорезмский Курултай (Собрание).
Палван-Нияз Юсупов (1861 — 1936) был представителем джадидизма в Хорезме. В апреле 1917 года джадиды представили Асфандияр-хану проект реформ, одним авторов которых был Палван-Нияз Юсупов. В 1917 году он вынужден был покинуть Хорезм и жил в эмиграции в Ташкенте. После падения власти узбекской династии кунгратов в феврале 1920 года, была создана Хорезмская народная Советская республика, председателем Совета которой был избран Палван-Нияз Юсупов. Занимал этот пост с 27 апреля 1920 года до 6 марта 1921 года.

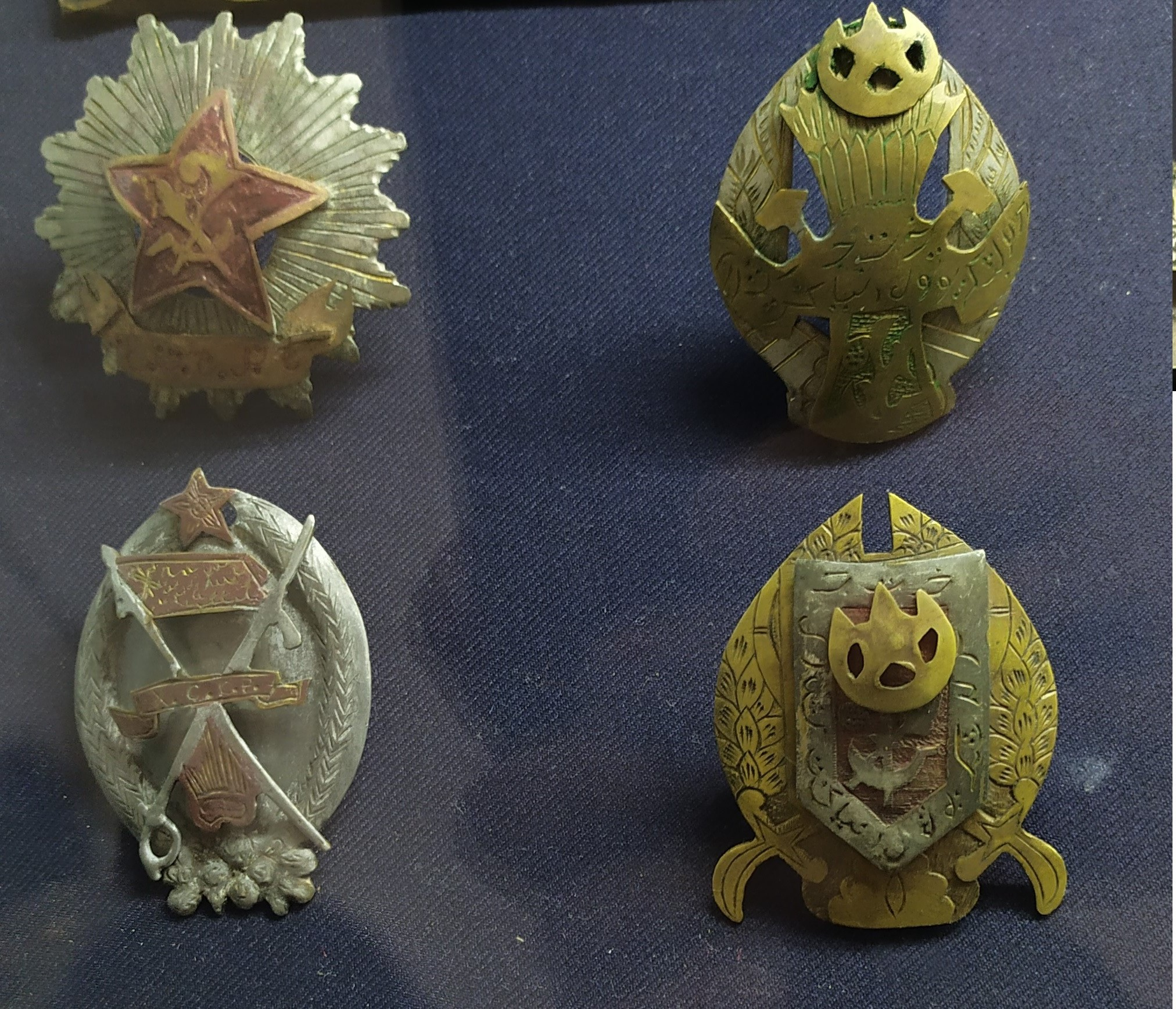
Ордена ХНСР в музее Хивы

30 октября 1923 года на 4-м Всехорезмском съезде Советов была преобразована в Хорезмскую Социалистическую Советскую Республику, была принята конституция.

Бекджан Рахманов — основатель Хивинского народного университета (1921 год)

В 1921 году Мулла Бекджан (1887—1929) узбекский государственный, политический и общественный деятель, лингвист, журналист и один из видных деятелей хорезмского джадидизма открыл Хивинский народный университет (ныне Ургенчский государственный университет) — один из первых университетов на территории Средней Азии.
Осенью 1924 года в связи с национально-территориальным размежеванием в Средней Азии 5-й Всехорезмский съезд Советов (29 сентября — 2 октября 1924) объявил о самоликвидации ХССР, и 27 октября 1924 года её территория была разделена между Узбекской ССР, Туркменской ССР и Каракалпакской АО РСФСР.

## Столицы Хорезма
По мнению академика В.Бартольда город Кят, расположенный на территории Республики Каракалпакстан был древней столицей Хорезма. Как отмечала участник Хорезмской археологической экспедиции, доктор исторических наук Е.Неразик, «Кат», «Кас» означал «город», так назвали свою древнюю столицу жители Хорезма.
Академик АН СССР С. П. Толстов отмечал, что данные Аль-Бируни, Ал-Макдиси и Якут ал-Хамави, неизменно говорят о Кяте, как древнейшей столице страны. Кят у раннесредневековых авторов это «город Хорезм».
Академик АН УзССР Я.Гулямов ссылался на Гекатея Милетского (VI—V вв. до н. э.), который древнюю столицу Хорезма называл «Хорасмий», а ранние арабские авторы Ибн-Русте и Ибн-Фадлан столицу страны называли «Хорезм». Я.Гулямов высказал предположение, что город «Хорасмий» Гекатея мог быть городом «Хорезм» согласно арабским авторам. Участник Хорезмской археологической экспедиции доктор исторических наук М.Итина поддержала мнение Я. Гулямова о том, что город Хорезм находился на месте древней столицы Хорезма — Кяте.

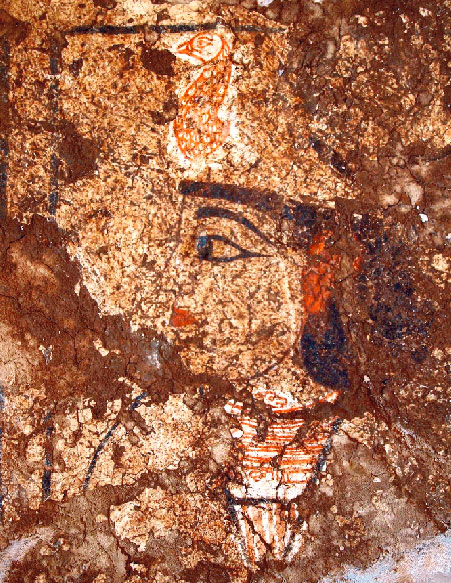
Настенные росписи Акчахан калы, изображение правителя, I век

Географ Х века Макдиси дает следующее описание столицы Хорезма: "Кят называют [также] Шахристаном; он 'расположен на берегу реки и (по величине) соответствует Нишапуру (по другой редакции — больше Бухары). Город находится к востоку от реми; в нем есть соборная мечеть, посреди базаров; колонны сделаны из черного камня, до высоты 1 камы; над ними поставлены деревянные столбы. Дворец эмира находится посреди города; цитадель уже разрушена рекой; в городе есть арыки, протекающие посреди города. Город великолепен; в нем много улемов, много знатоков изящной литературы, много богачей, много хороших вещей и товаров. Строители домов отличаются искусством; чтецы Корана не имеют себе равных в Ираке по красоте голоса, по благородной выразительности чтения, по наружности и по познаниям".
Кандидаты исторических наук С.Болелов и Х.Юсупов полагали, что древнейшей столицей Хорезма в архаичный период (VI—V вв. до н. э.) был город Кюзелигыр (современное название, расположен в Дашогузском велаяте Туркменистана). По версии историка и археолога Ю.Рапопорта, Кюзелигыр есть древний город Хорасмия, упоминаемый в труде Гекатея Милетского «Землеописание». Городище Кюзелигыра, в котором находился дворец, стало крупнейшим памятником архаического периода истории Хорезма. Здесь также существовал древнейший гончарный квартал Хорезма.
Согласно М.Итиной, Ю.Рапопорту, Х.Юсупову и А.Хакимову, столицей Хорезма в античный период (V—IV вв. до н. э.) был Калалыгыр, чья крепость площадью примерно 63 гектаров с дворецом на момент исследования 1963 года стала крупнейшим по размерам городищем Хорезма.
Согласно версии туркменских историков, центр древнего Хорезма город Хорасмия, упомянутый в «Землеописании» Милетского, мог находиться в Кёнеургенче, самое древнее городище которого Кырк-Молла датируется V в. до н.э.
По одной из версий, в IV веке до н. э. столичным городом Хорезма мог быть Хазарасп.
Согласно мнению каракалпакского историка, доктора исторических наук Г. Ходжаниязова, городище Акшахан-кала (современное название), будучи крупнейшим действующим городом Хорезма в период с III вв. до н. э. по III в. н. э. по данным на 2013 год могло претендовать на статус столичного. Здесь находился дворцовый комплекс правителей Хорезма с настенными росписями.
Возможно, что в первые века нашей эры столица Хорезма находилась в Топрак-кале (современное название). Здесь тоже находился дворцовый комплекс правителей Хорезма и архив правителей.
По одной версии столица Хорезма называлась Дарджаш (Кас-Дархас) или Дерхас — Хас.
Первые сведения о будущей средневековой столице Хорезма — Гургандже (Ургенч, Кёнеургенч) встречаются в хронике династии старших (ранних) Хань (III до н. э.— I вв. н. э.), в которой город назван Юе-гань. В китайской хронике VII века Юе-гань (Ургенч) считается тюркским владением, где есть «волы с телегами».
С возвышением династии Ануштегинидов Хорезма становится крупнейшей империей на территории Средней Азии и Среднего Востока — Государства Хорезмшахов.
Якут ал-Хамави, побывавший в Гургандже в 1219 году, писал: «Не думаю, чтобы в мире был город, подобный главному городу Хорезма по обилию богатства и величине столицы, большому количеству населения и близости к добру и исполнению религиозных предписаний и веры». Аль-Казвини сообщал, что Гургандж — очень красивый город, окружённый «вниманием ангелов, которые представляют город в раю так же, как невесту в доме жениха». Жители столицы были «искусными ремесленниками», особенно кузнецы, плотники. Резчики славились своими изделиями из слоновой кости и эбенового дерева. В городе работали мастерские по изготовлению натурального шёлка.

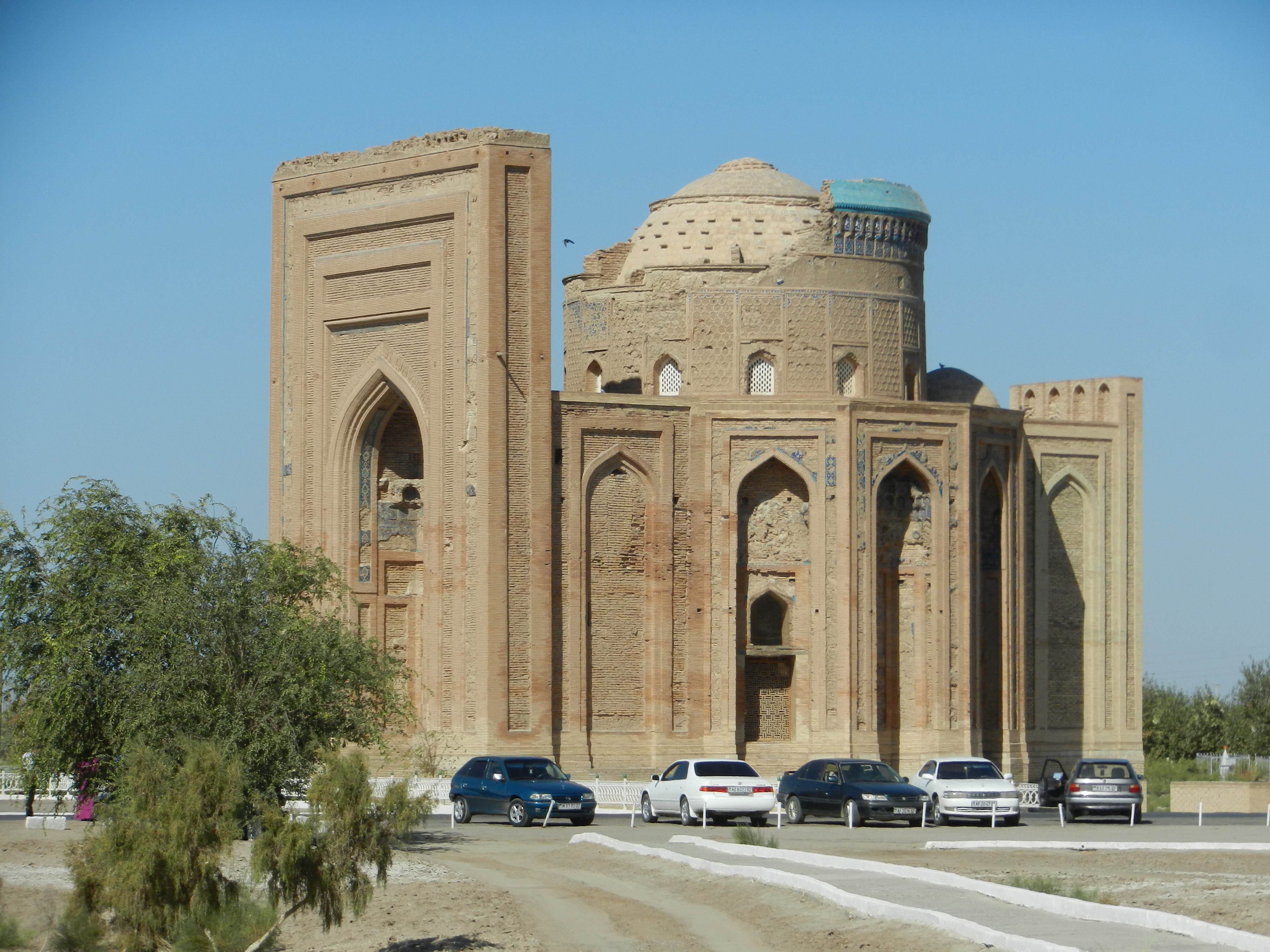
Мавзолей Тюрабек-ханым, Кёнеургенч, Туркменистан

В середине XIV века столицей Хорезма, который освободился от власти Золотой Орды, вновь становится Кёнеургенч. В 1330-х годах арабский путешественник Ибн Баттута сообщал: «..мы прибыли в Хорезм. Это самый большой, значительный, красивый и величавый город тюрков с прекрасными базарами, широкими улицами, многочисленными постройками и впечатляющими видами». В 1511 г. на короткий период времени, столицей Хорезма (Хивинского ханства) становится северо-хорезмский город Вазир (современный Туркменистан), затем столица вновь переносится в г. Кёнеургенч.

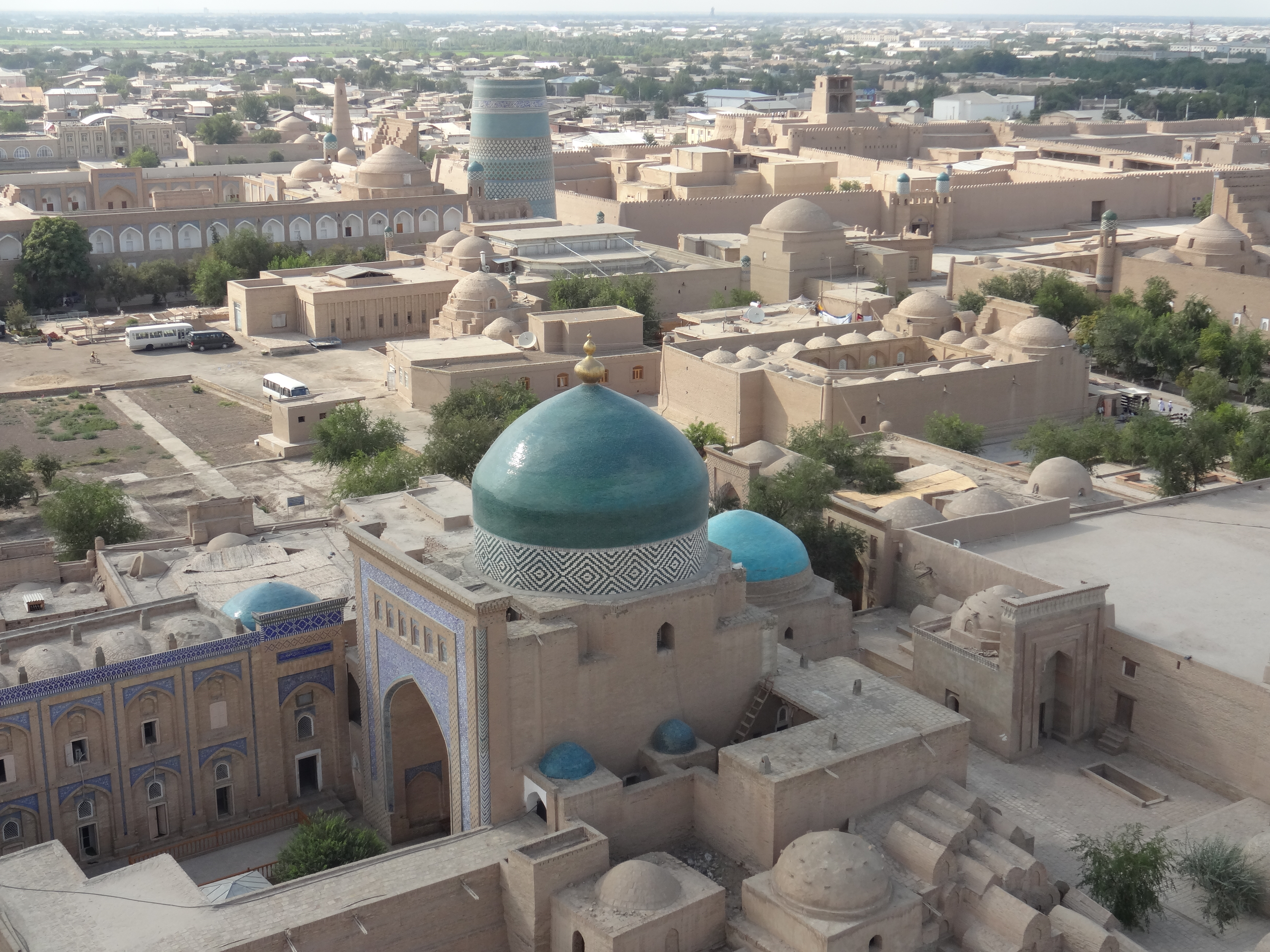
Виды Хивы.

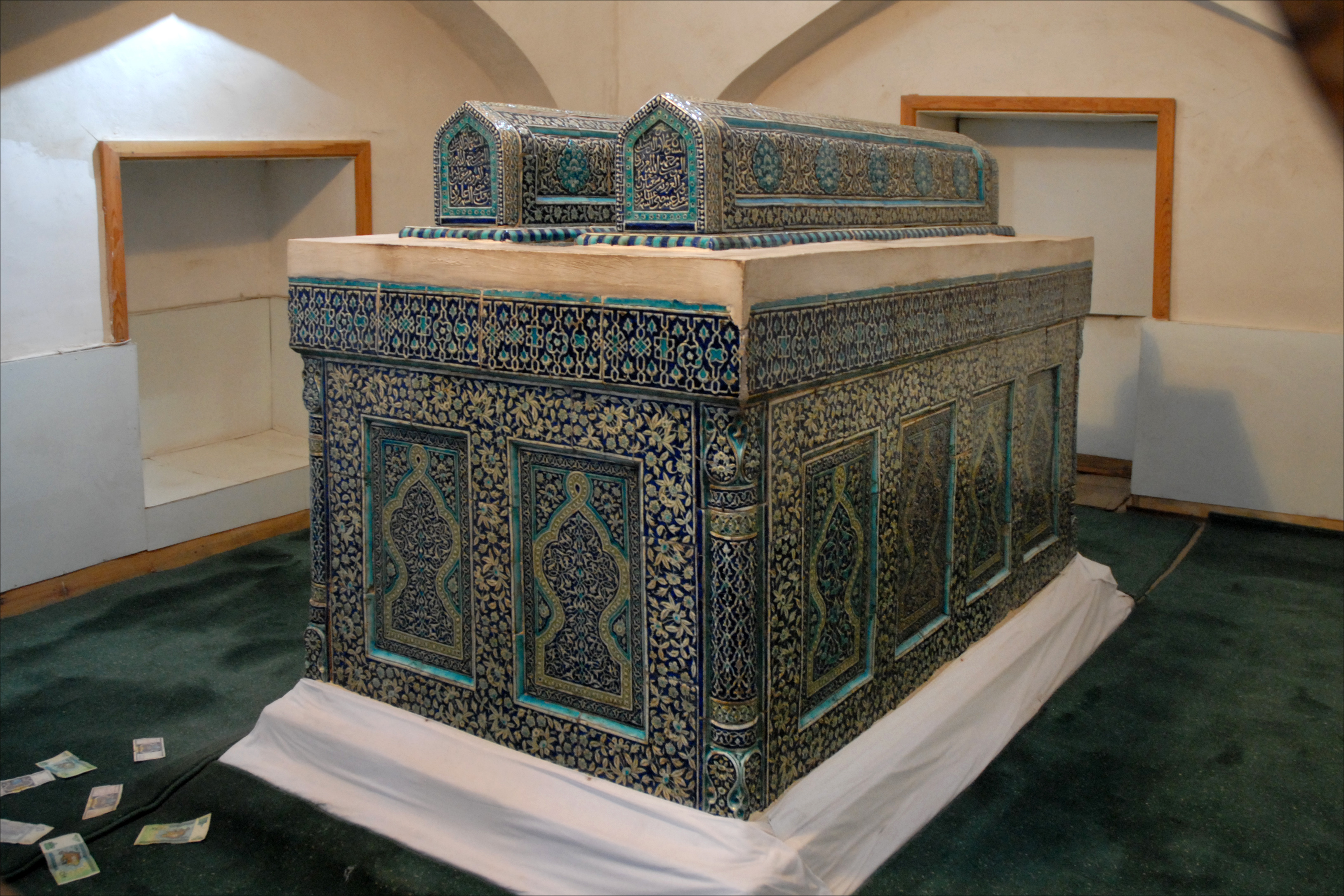
Могила Саид Алауддина, Хива, Узбекистан

Во второй половине XVII века столицей Хорезма стал город Хива. Расцвет Хивы как города, строительство множества монументальных архитектурных сооружений происходили в XVIII — начале XX века, когда государством правила узбекская династия Кунгратов. Интенсивное развитие Хивы начинается при шибаниде Араб Мухаммад-хане (1602—1623), когда начали строить монументальные сооружения, как медресе Араб Мухаммад-хана (1616 год), мечеть и бани Ануша-хана (1657 год), медресе Ходжамбердыбия (1668 год). Статус столицы окончательно был закреплен за Хивой при Абулгази-хане (1643—1663). После этого в русских письменных источниках государство стало часто называться как Хивинское ханство. Однако в официальных документах и на монетах оно продолжало именоваться Хорезмом. В короткий период Хива стала одним из духовных центров Исламского мира.

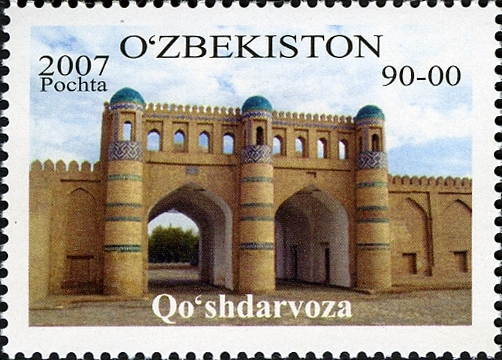
ворота Хивы Кош-Дарваза на почтовой марке Узбекистана

В эпоху правления Аллакули-хана в Хиве были построены Дворец Таш-Хаули (1830—1832), медресе (1834—1835), караван-сарай (1832—1833), тим (торговый купол), мечети Саитбай, Ак-мечеть. Для создания системы «кош» с медресе Кутлуг Мурада инака на оси запад-восток воззводится входное купольное помещение, разделившее медресе Ходжамбердыбия на два неравных по размеру дворика. В XIX веке была построена вторая оборонительная стена города — Дишан-кала. В 1842 году, за 30 дней была сооружена шестикилометровая стена, окружающая Внешний город. В 1839 году в Хиве насчитывалось 20 000 жителей, а в крепости было четверо ворот. В эпоху правления Мухаммад Амин-хана (1845—1855) в Хиве было построено самое большое медресе, названное его именем. В медресе учились 260 студентов. Также было начато строительство знаменитого минарета Кальта-Минар.

## Местные историки Хорезма
Авторами разных версий истории Хорезма были такие ученые как: Мухаммад ибн Муса Аль-Хорезми (783-850), Абу Рейхан аль-Бируни (973-1048), Абульгази-хан (1603-1664), Мунис, Агахи, Баяни и др.
Мухаммад ибн Муса аль-Хорезми был автором первой книги по всемирной истории, составленной представителем Центральной Азии. Его «Книга истории» («Китаб ат-та’рих») сохранилась лишь в отрывках. Цепь извлечений из «Книги истории» позволяет установить, что сочинение аль-Хорезми было написано в форме анналов, то есть летописи. «Книга истории» была завершена им около 830 г.
Узбекский правитель Хивинского ханства Абулгази Багадур-хан принадлежал к образованнейшим государям Востока. Политическая и культурная история Хорезма нашла отражение в его сочинении «Родословная тюрок». Она переведена на русский, английский, немецкий и французские языки.
В 1806 году по поручению хивинского хана Эльтузара (1804—1806) историк Мунис начал писать историческое произведение «Фирдавс ул-икбал». Сочинение состояло из пяти глав и содержало краткое изложение всеобщей истории и историю Хивы, включая периоды правления Эльтузара и Мухаммад Рахим-ханa (1806—1825).
Племянник Муниса, историк Агахи был автором исторических трудов «Рияз уд-давла» («Сады благополучия»), «Зубдат ут-таварих» («Сливки летописей»), «Джами ул-вакиати султани» («Собрание султанских событий»), «Гульшани давлат» («Цветник счастья») и «Шахид ул-икбал» («Свидетель счастья»). В сочинении «Рияз уд-давла» повествуется история Хорезма с 1825 по 1842 год. В «Зубдат ут-таварих» излагается история Хорезма с 1843 по 1846 год. «Джами ул-вакиати султани» посвящено истории Хорезма с 1846 по 1855 год. «Гульшани давлат» включает в себя историю с 1856 по 1865 год. Последнее произведение Агахи «Шахид ул-икбал» посвящено периоду с 1865 по 1872 год.
Мухаммад Юсуф Баяни (1859—1923) был узбекским поэтом, писателем, историком, музыковедом, каллиграфом и переводчиком. Он был выходцем из узбекского рода кунграт. Учился в Медресе Шергази-хана в Хиве. Баяни был автором исторических трудов на узбекском языке: «Родословная хорезмшахов» (Шажараи хорезмшахи) и «История Хорезма». В «Родословной хорезмшахов» повествуется история Хорезма начиная с 1874 по 1914 год. Произведение является продолжением сочинений Муниса Хорезми и Агахи. «История Хорезма» была написана позже «Родословной хорезмшахов» уже после провозглашения Хорезмской народной советской республики в 1920 году.

## Исследователи истории Хорезма
Я. Гулямов, Ю. А. Рапопорт, С. П. Толстов, Л. С. Толстова, Б. И. Вайнберг, П. П. Иванов, Г.П. Васильева, Б. В. Андрианов, Н. Н. Вактурская, О. А. Вишневская, М. Г. Воробьева, Е. Е. Неразик, Л. Т. Яблонский, И. Джаббаров, Ю. Брегель, Х. Юсупов, М. А. Итина, С. Баратов, М.Мамбетуллаев, М. Кдырниязов, Д. Д. Дурдыев, С. А. Ершов.
Академик Сергей Толстов был организатором и руководителем Хорезмской археолого-этнографической экспедиции АН СССР (1937—1991), открывшей древнехорезмийскую цивилизацию и ряд археологических памятников.
Академик Я. Г. Гулямов был автором крупной монографии по истории орошения Хорезма с древнейших времен до наших дней, которая была опубликована в 1957 г., а в 1959 г. была переиздана на узбекском языке и получил высокую оценку в среди ученых.
Ю.Брегель был одним из крупных исследователей письменных источников по истории Хорезма. Он перевел на английский язык и опубликовал фундаментальный труд узбекского историка XIX века Агахи.
По утверждению историка Ю.Брегеля и узбекистанских востоковедов У.Абдурасулова и Н.Тошова все частноправовые акты в Хорезме до 1856 года составлялись исключительно на персидском языке, а позже стали составляться на тюркском чагатайском языке.
Другие востоковеды придерживаются иных взглядов. По утверждению востоковеда Д.Девиза, изучавшего тюркскую культуру Хорезма, в XVI веке Хорезм был тюркским регионом, где по инициативе членов правящих династий Шибанидов-Арабшахидов осуществлялись переводы исторических сочинений на тюркский чагатайский язык, таких как «Джами ат-таварих» Рашид ад-дина, а также тафсир Корана. Американский исследователь Ю. Шамилоглу дополняет сведения Д. Девиза и приходит к выводу о том, что уже в начале XIV века в Хорезме существовала литература на тюркском языке. Например, сочинение под названием «Муйин ул-Мюрид» на хорезмийском тюркском языке — предшественнике чагатайского тюркского, было написано в Хорезме в 1313—1314 гг.

## Хорезмийское музыкальное искусство в настоящее время
Хорезмский танец лазги пользуется огромной популярностью, как на территории Узбекистана, так и за её пределами.  Хорезмские танцовщицы изначально очень ритмичны, а под конец танца и вовсе темп становится неудержимым. Различаются мужские (в бойцовском и героическом духе) и женские (лирические, веселые) танцы. В нынешнее время в Хорезме насчитывается 9 видов лазги. Это «Дутар лазги», «Сурнай лазги», «Лазги с кастаньетами (кайрак)», кроме этого, начиная с середины XX века созданы танцевальные лазги — ялла: «Кимни севар ёрисан» («Чья ты любимая?», К. Отаниязов), «Лойик» («Достойна», А. Атаджанов и М. Рахимов»), «Сани узинг бирёна» («Ты одна единственная», О. Хайитова, Б. Жуманиёзов), «Гал-гал», («Идём-идём», Б. Хамдамов), «Хоразмнин лазгиси» («Хорезмское лазги», О. Отажонов), «Уйна-уйна» («Танцуй-танцуй», К. Рахмонов) и др. Известным узбекским певцом из Хорезма был К.Атаниязов (1917-1975). В 1930-х годах он начал петь сложные народные песни, эпосы. Создал новейшие методы хорезмской музыкальной школы. В качестве композитора написал песни «Salom, senga Xorazmdan» («Привет тебе из Хорезма»), «Muborak», «Vatan» («Родина»), «Olqish», «Temir yoʻl» («Железная дорога»), «Oʻzbekiston» («Узбекистан»), «Xorazm» («Хорезм») и другие. Создал музыкальные драмы «Азиз и Санам» «Последний хан» (совместно с С. Хаитбоевым) и др. Эта традиция была продолжена народным артистом Узбекистана Артык Атаджановым.

## Ювелирное искусство Хорезма в настоящее время
Изделия ювелиров Хорезмского региона характеризуются великолепными декоративными качествами, богатством форм, пышностью и сложностью композиционного решения, обилием подвесок, изяществом отделки, тонко разработанными деталями, а также инкрустацией из разноцветного стекла. Им присущи черты, отличающие рафинированное городское искусство. Хорезмская школа ювелирного искусства развивалась не в изоляции, а в контакте и взаимодействии с другими ювелирными центрами Средней Азии. Наиболее тесная связь прослеживается с туркменским и каракалпакским ювелирным искусством, которые характеризуются лаконизмом и монументальностью формы, а также строгостью декора и линий. Хорезмийские, туркменские и каракалпакские ювелирные изделия объединяет практически полное совпадение семантических и конструктивных основ, при этом хорезмийские изделия значительно видоизменены под влиянием эстетики городской среды, привнесшей в ювелирное искусство дробность и изысканность формы. Основные различия наблюдаются в технологии производства: если изделия туркмен и каракалпаков выполнены из более массивных листов серебра и несколько тяжеловесны на вид, а позолота  встречается крайне редко, то хорезмийцы используют тонкое листовое серебро и позолоту, гравировку или филигрань, много камней — кораллов и бирюзы, сердолика, цветного стекла.
Почти что каждое хорезмийское ювелирное украшение имеет свой аналог в туркменском серебре. К примеру, хорезмийская такья дузи — украшение на шапочку — аналог туркменской тахьи: в туркменском варианте сохраняется наиболее архаичная форма, близкая шлему, то в хорезмийском она отдаляется от прототипа в результате декоративного изменения. Украшение ук-ей (лук со стрелой) — это затылочное украшение, крепившееся к шапочке-тахья, форма которого характерна как для хорезмийцев, так и для туркмен. Его прямой аналог — туркменское украшение ок-яй («лук со стрелой»), оно также носилось на спине и пришивалось на одежду. Туркменский вариант украшения является крупным по размеру, до 15–17 см в длину, его отличает строгость и лаконизм формы, в целом такие черты характерны для изделий туркменских ювелиров, украшенных лишь несколькими инкрустированными камнями.
Височно-наушная хорезмийская подвеска ярим-тирнок является аналогом туркменских дагданов в форме скарабеев и лягушки, смысл которых связан с идеей плодородия. Манглай-тузи или осма-тузи это налобное украшение, состоящее из фигурных пластин, соединенных шарнирами и украшенных самоцветами. Каждая пластина декорирована инкрустацией, золочением и тиснением. Подобные украшения известны в Бухаре, Самарканде, Ташкенте под наименованием тилла бар-гак («золотые листья»). Туркменский вариант этого украшения называется мангайлык.
Очевидно, что большинство хорезмийских ювелирных изделий связано с традициями степной культуры и имеет единое происхождение с туркменскими ювелирными изделиями. Эта общность форм связано с временами огузов (X в.), сыгравших значительную роль в этногенезе туркмен, хорезмийцев и каракалпаков, а общность этногенетических и исторических корней стала основанием для появления аналогичных мотивов и форм в искусстве.  

## Предметы искусства и материальной культуры Хорезма, вывезенные в зарубежье
В 1873 году А. Л. Куном в Петербург был вывезен трон хивинских ханов. Позже он был передан Оружейной палате кремлёвского музея. На троне была помещена надпись: «Изготовлено со стороны Юсуфа Мухаммеда, во время властвования Мухаммед Рахима Хорезмшаха в вилаяте Хивак» (1816 год).
Предметы, найденные при раскопках городищ Хорезма Хорезмской археолого-этнографической экспедицией были вывезены в Москву и Санкт-Петербург, где хранятся в музейных коллекциях.

## Исторические города и крепости Хорезма
Современная территория Туркменистана
Айбугир-кала — Ак-кала — Акчагелин — Бедиркент — Булдумсаз — Бутентаукала — Гяуркала — Дарган — Дашкала — Дауданкала — Девкесен — Джигербент — Диярбекир — Елхарас — Ербурункала — Замахшар — Зенги-баба — Ишраткала — Калалыгыр — Канга-кала — Кандымкала — Капарас — Кунерли — Куня-Уаз — Курганкала — Куюсайкала — Кыз-кала — Кызылжакала — Кырк-молла — Кюзелигыр — Мангыркала — Огланлыкала — Садвар — Топраккала — Шемаха-кала — Шахсенем — Ширванкала — Ширимбайкала. 
Современная территория Узбекистана
Аяз-Кала — Баратегин — Гурлен — Кардаран-хас — Кой-Крылган-кала — Кят-кала — Сафардиз — Топрак-кала — Хазарасп — Хива — Ургенч — Питнак — Джанбас-кала — Акчахан-кала — Гульдурсун — Гяур-кала.

## Правители Хорезма
| Правители Хорезма   | Правители Хорезма            | Правители Хорезма |
| Имя                 | Годы правления               | Титулы            |
| ------------------- | ---------------------------- | ----------------- |
| Династия Сиявушидов |                              |                   |
|                     |                              |                   |
| Фарасман            | прим. 329 — 320 год до н. э. | хорезмшах         |
| Артав               | I века н. э.                 | хорезмшах         |
| Династия Афригидов  |                              |                   |
| Африг               | 305 — ?                      | хорезмшах         |
| Багра               | ?                            | хорезмшах         |

| Династия Афригидов               |          |           |
| Шаушафар (Савшафан)              | VIII век | хорезмшах |
| Туркасабас                       | ?        | хорезмшах |
| Ахмад ибн Ирак                   | ?        | хорезмшах |
| Абу Абд-Аллах Мухаммад ибн Ахмад | ? — 995  | хорезмшах |

| Правители Хорезма                                      | Правители Хорезма | Правители Хорезма                                |
| Имя                                                    | Годы правления    | Титулы                                           |
| ------------------------------------------------------ | ----------------- | ------------------------------------------------ |
| Династия Мамунидов                                     |                   |                                                  |
| Абу Али Мамун ибн Мухаммад                             | 992—995 — 997     | амир Гурганджа хорезмшах                         |
| Абу-л-Хасан Али ибн Мамун                              | 997—1009          | хорезмшах                                        |
| Айн ад-Даула Абу-л-Аббас Мамун ибн Али                 | 1009—1017         | хорезмшах                                        |
| Абу-л-Харис Мухаммад                                   | 1017              | хорезмшах                                        |
| Династия Алтунташа (Завоевание Газневидов — 1017—1039) |                   |                                                  |
| Алтунташ                                               | 1017—1032         | хорезмшах                                        |
| Харун ибн Алтунташ                                     | 1032—1035         | хорезмшах                                        |
| Исмаил ибн Алтунташ                                    | 1035—1039         | хорезмшах                                        |
| Шах-Малик                                              | 1039—1042         | ябгу огузов                                      |
| Чагры-бек Дауд                                         | 1042—1059         |                                                  |
| 1059 — 1077 Вассалитет от Сельджукидов.                |                   |                                                  |
| Династия Ануштегинов (Бекдили)                         |                   |                                                  |
| Ануш-Тегин                                             | 1077—1097         | мутасариф                                        |
| Экинчи ибн Кочкар                                      | 1097—1097         | хорезмшах                                        |
| Кутб ад-Дин Мухаммед I                                 | 1097—1127         | хорезмшах                                        |
| Ала ад-Дин Атсыз                                       | 1127—1138         | хорезмшах                                        |
| 1138 — 1139 Вассалитет от Сельджукидов.                |                   |                                                  |
| Сулейман-Шах                                           | 1138—1139         | эмир                                             |
| Династия Ануштегинов (Бекдили)                         |                   |                                                  |
| Ала ад-Дин Атсыз                                       | 1139—1156         | хорезмшах                                        |
| Тадж ад-Дин Ил-Арслан                                  | 1156—1172         | хорезмшах                                        |
| Джелал ад-Дин Султан-шах                               | 1172              | хорезмшах                                        |
| Ала ад-Дин Текеш                                       | 1172—1200         | хорезмшах                                        |
| Ала ад-Дин Мухаммед II                                 | 1200—1220         | хорезмшах                                        |
| Озлаг-шах                                              | 1217—1221         | валиахад, султан Хорезма, Хорасана и Мазандарана |
| Джелал ад-Дин Мангуберды                               | 1217—1220 — 1231  | султан Газни, Бамиана и Гура хорезмшах           |
| 1220 — 1359 монгольское владычество.                   |                   |                                                  |

| Правители Хорезма                               | Правители Хорезма | Правители Хорезма  |
| Имя                                             | Годы правления    | Титулы             |
| ----------------------------------------------- | ----------------- | ------------------ |
| Династия Суфи-кунгратов                         |                   |                    |
| Хусейн Суфи                                     | 1359—1372         | хан                |
| Юсуф Суфи                                       | 1373—1380         | хан                |
| Сулейман Суфи                                   | 1380—1388         | хан                |
| Представители государства Тимуридов (1388—1405) |                   |                    |
| Представители Золотой Орды (1406—1412)          |                   |                    |
| Идику                                           | 1406—1410         | наместник          |
| Мубарак-шах                                     | 1410—1413         | наместник          |
| Представители государства Тимуридов (1413—1505) |                   |                    |
| Амир Шахмалик                                   | 1413—1426         | суюргал, хорезмшах |
| Ибрахим султан                                  | 1426—?            | суюргал, хорезмшах |
| …                                               | ?—?               | наместник          |

| Правители Западного Хорезма                          | Правители Западного Хорезма    | Правители Западного Хорезма    | Правители Восточного Хорезма        | Правители Восточного Хорезма        | Правители Восточного Хорезма        |
| Имя                                                  | Годы правления                 | Титулы                         | Имя                                 | Годы правления                      | Титулы                              |
| ---------------------------------------------------- | ------------------------------ | ------------------------------ | ----------------------------------- | ----------------------------------- | ----------------------------------- |
| Представители Узбекского улуса                       | Представители Узбекского улуса | Представители Узбекского улуса | Представители государства Тимуридов | Представители государства Тимуридов | Представители государства Тимуридов |
| Абулхайр-хан                                         | 1431—?                         | правитель                      | Кутлуг Дарвиш                       | ?—1462                              | наместник                           |
| Мустафа-хан                                          | середина XV в.—1461            | правитель                      | Султан Хусейн                       | 1462—1465                           | правитель                           |
| Представители государства Тимуридов (1469—1505)      |                                |                                |                                     |                                     |                                     |
| Чин Суфи                                             | ?—1505                         | наиб, наместник                |                                     |                                     |                                     |
| Представители Шейбанихана 1505—1510                  |                                |                                |                                     |                                     |                                     |
| Шариф Суфи                                           | ?—1517                         | наиб, наместник                |                                     |                                     |                                     |
| Представители узбекской династии Шибанидов 1512—1740 |                                |                                |                                     |                                     |                                     |
| Ильбарс-хан                                          | ?—1517                         | хан                            |                                     |                                     |                                     |
| Представители узбекской династии кунгратов 1763—1920 |                                |                                |                                     |                                     |                                     |
|                                                      | 1763 —1790                     | хан, инак, хорезмшах           |                                     |                                     |                                     |

## В литературе
У туркмен есть народная сказка «Хорезмин», действие которой происходит в древнем Хорезме. Она издавалась несколько раз в составе сборников туркменских народных сказок.